# Otto Flagge

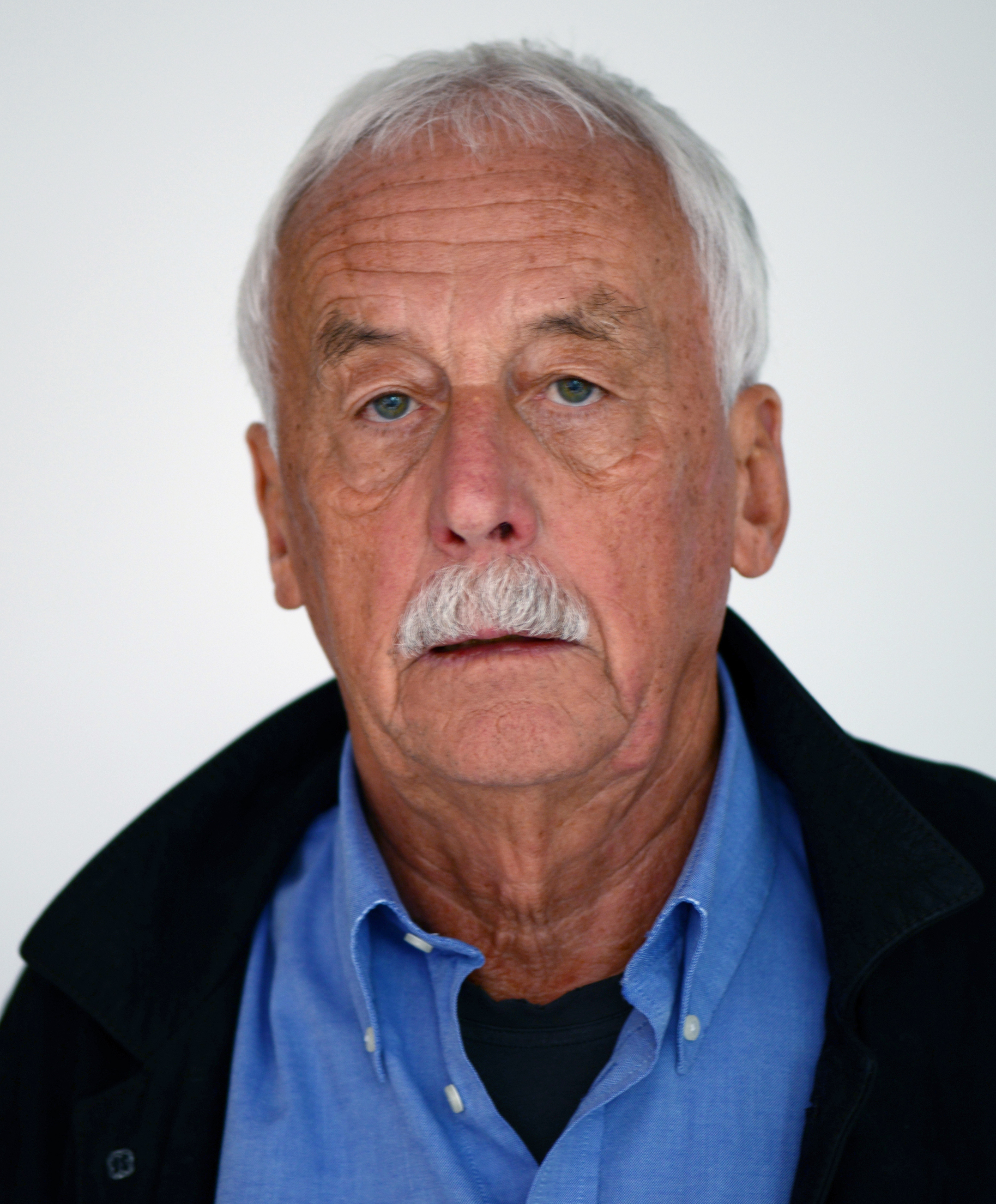
Otto Flagge (2016)

Otto Flagge (* 5. Januar 1938 in Hildesheim) ist ein deutscher Architekt und Stadtplaner.

## Leben
Otto Flagge war ein Sohn des Baumeisters Wilhelm Flagge und dessen Ehefrau Hilde Flagge geb. Mund. Er besuchte das humanistische Gymnasium Andreanum in Hildesheim und begann 1957 nach dem Abitur an der Technischen Hochschule Darmstadt mit dem Studium der Architektur, das er 1964 mit der Diplom-Hauptprüfung abschloss. Nach einer ersten Anstellung als Projektleiter im Büro Lenz in Mainz, wo er vor allem Wettbewerbsentwürfe bearbeitete, erhielt er ein Auslandsstipendium für ein Stadtplanungsstudium in Großbritannien. 1966 begann er ein Post-Graduate-Studium an der University of Edinburgh bei Percy Johnson-Marshall am Department of Regional Planning and Urban Design. Er bearbeitete stadträumlich den Stadtkern Edinburghs und die Stadterweiterung von Broxburn-Uphall und schloss 1966 mit einem Civic-Design-Diplom ab, der Voraussetzung für die nachfolgende Master-of-Science-Abschlussarbeit.
Im Anschluss war Otto Flagge bis 1969 Mitarbeiter im Greater London Council am Department of Architecture and Civic Design. Der GLC war damals die Kommunalverwaltung Londons und bearbeitete alle wichtigen kommunalen Vorhaben. Flagge beschäftigte sich vor allem mit der Reorganisation des Umfelds des Bahnhofs Waterloo, der Ufergestaltung der Themse am Greenwich Pier und den stadträumlichen Folgen der geplanten Stadtautobahn London South Cross Route. Während seiner Arbeit beim GLC schrieb er seine Master-of-Science-Abschlussarbeit zum Thema „Factors influencing the Location and Design of Urban Motorways with Particular Reference to the London South Cross Route“ (dt. Einflussfaktoren auf Ort und Gestaltung städtischer Autobahnen mit spezieller Hinsicht auf die London South Cross Route), die er 1969 bei der Universität Edinburgh einreichte.
1967 heiratete er in London die Archäologin Ingeborg Flagge. Nach Rückkehr nach Deutschland baute er das Planungsbüro Guther / Stracke als Zweigbüro in Bonn auf und war bis 1974 dessen Leiter. Arbeitsschwerpunkte waren vor allem die Entwicklung eines neuen Bonner Stadtteils (Bonn-Tannenbusch), die Beratung der Stadt bei der Aufstellung eines Flächennutzungsplans nach der kommunalen Neugliederung 1969 sowie die Beratertätigkeit für die Stadt Bonn, das Land Nordrhein-Westfalen sowie den Bund bei der Formulierung und Umsetzung eines Hauptstadtkonzeptes.
Während seiner Arbeit in Bonn wurde er 1971 zum Mitglied im Royal Town Planning Institute ernannt und schrieb von 1971 bis 1973 eine Dissertation zum Thema „Die Bedeutung von Verträgen bei Planung und Realisierung neuer Städte und Stadtteile“. 1974 wurde er damit an der Technischen Hochschule Darmstadt zum Dr.-Ing. promoviert.
Bis 1987 war Otto Flagge Leiter des Planungsamts der Stadt Leverkusen. Hier war er vornehmlich mit Aufgaben wie der Aufstellung eines neuen Flächennutzungsplans nach der kommunalen Neugliederung und der Aufstellung eines Landschaftsplans und Verkehrsgesamtplans beschäftigt.
Zum 1. April 1987 wurde er zum Stadtbaurat (Mitglied des Magistrats) der Landeshauptstadt Kiel gewählt. Am 31. März 1999 schied er nach zwei Wahlperioden aus dem Dienst aus. Der SPD-Fraktionsvorsitzende Jürgen Fenske sagte in der Abschiedsrede, dass „Otto Flagge der Stadt Urbanität und Vitalität gegeben habe“. Kiel habe durch ihn eine „Frischzellenkur erlebt“.
Zu seinen Hauptprojekten zählten die Sanierung der brachgefallenen Flächen an der Südspitze des Hafens, mehrere neue Wohngebiete, der Umbau des Bahnhofs und seines Umfelds, die Sanierung des Stadtteils Friedrichsort sowie die umstrittene Einführung von Tempo 30 in fast allen Wohnquartieren. Otto Flagge nahm insgesamt starken gestalterischen Einfluss auf zahlreiche bedeutende private Bauvorhaben.

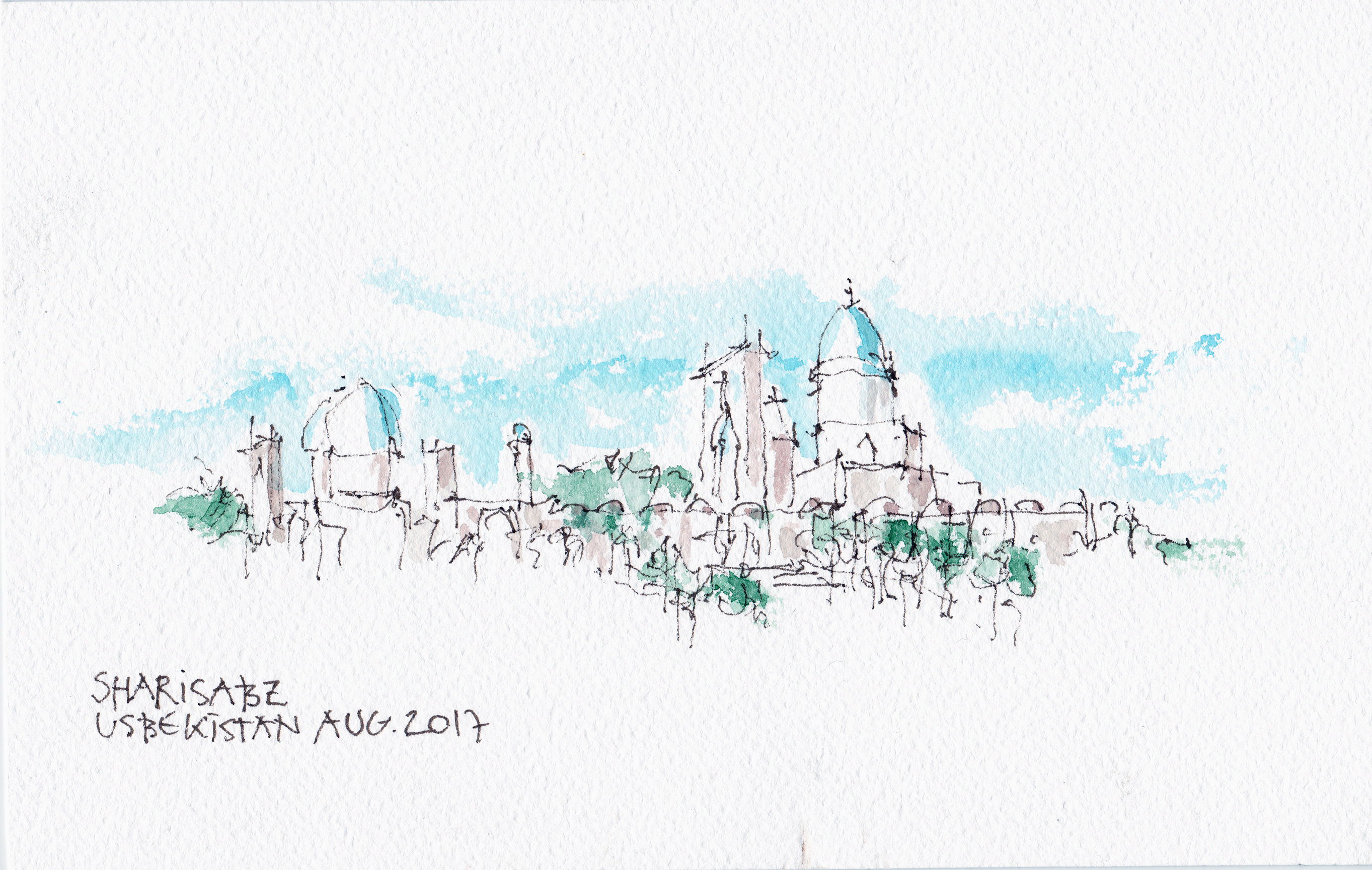
Sharisabz Usbekistan 08-2017
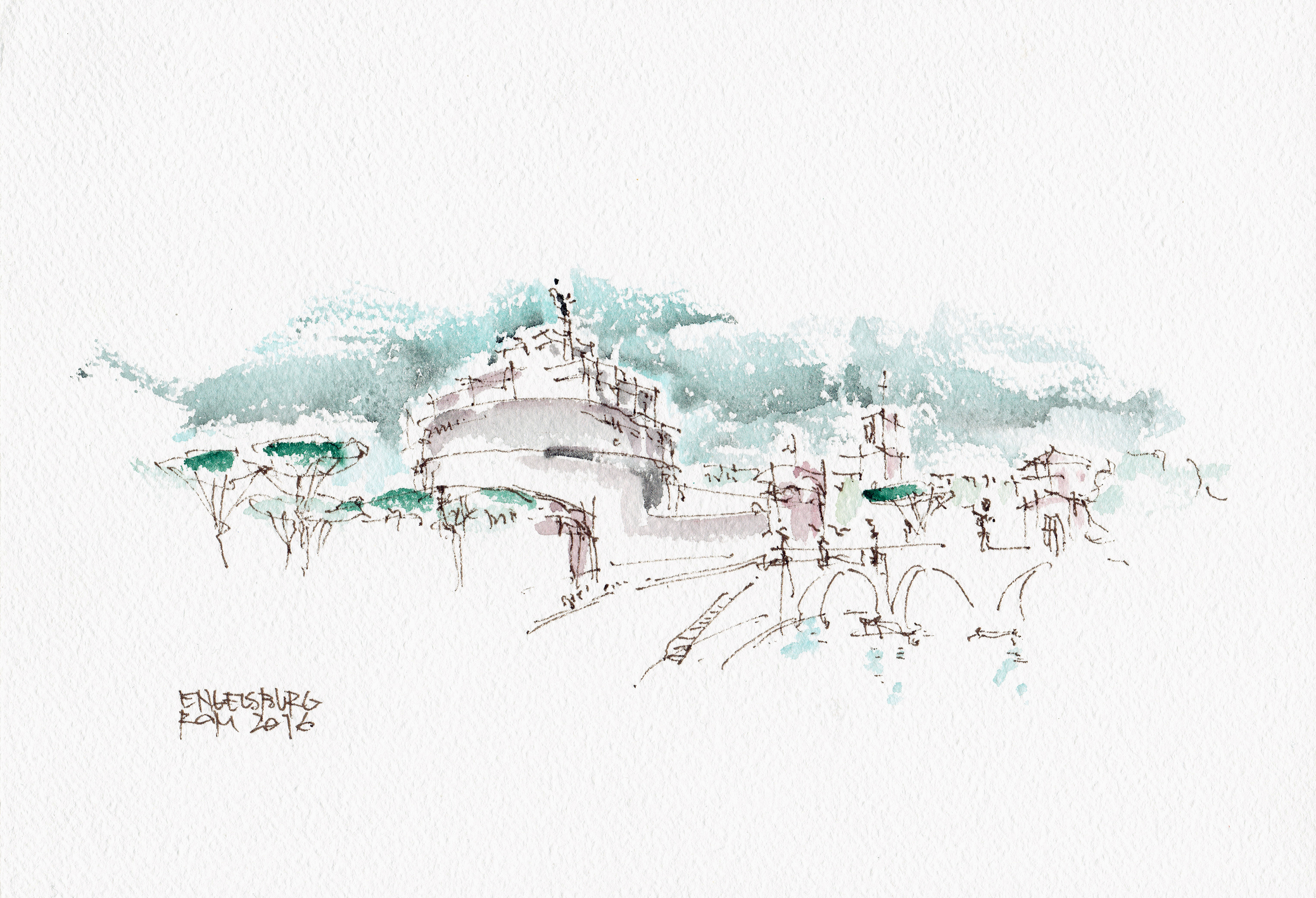
Engelsburg Rom 2016
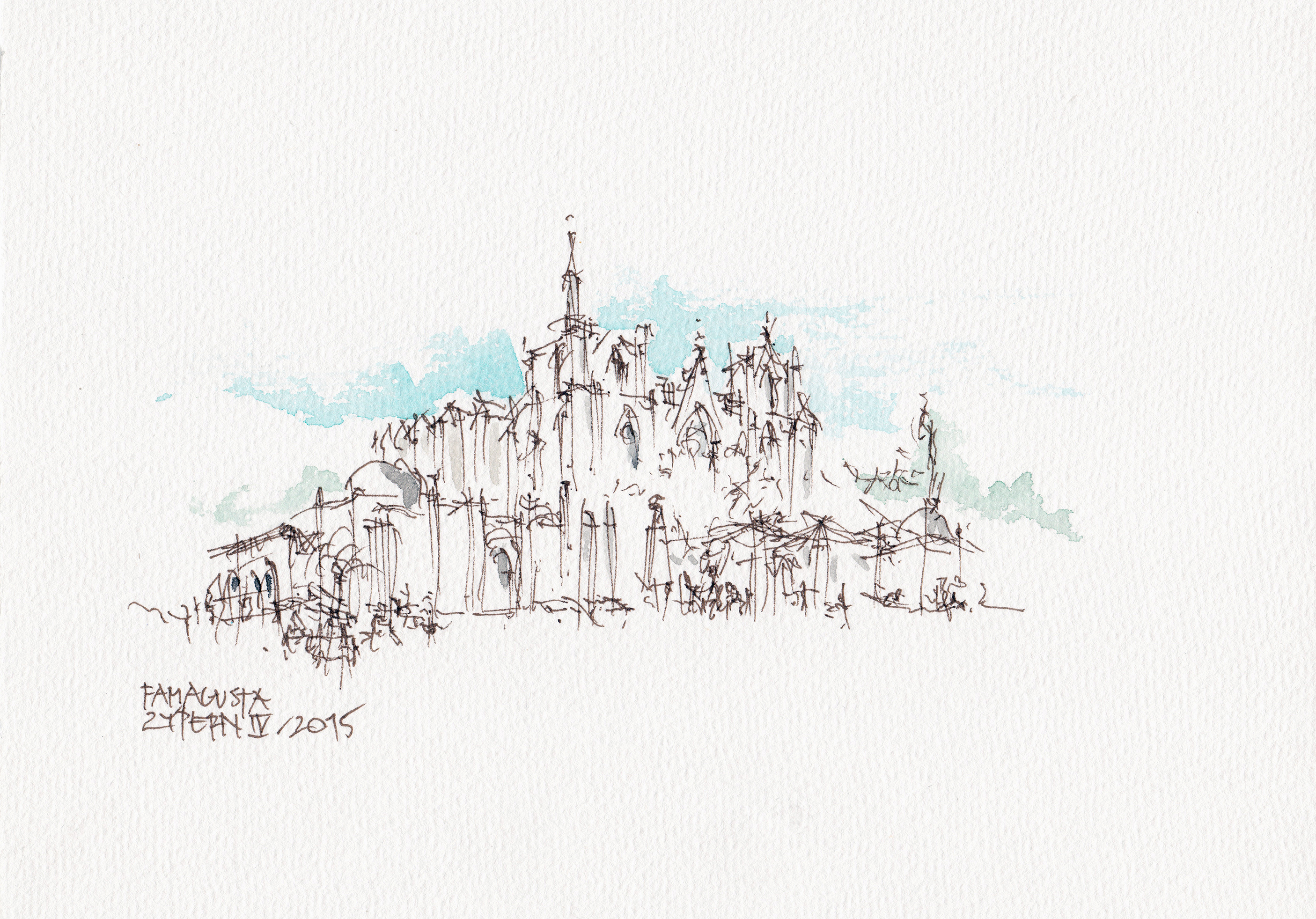
Famagusta Zypern 04-2015
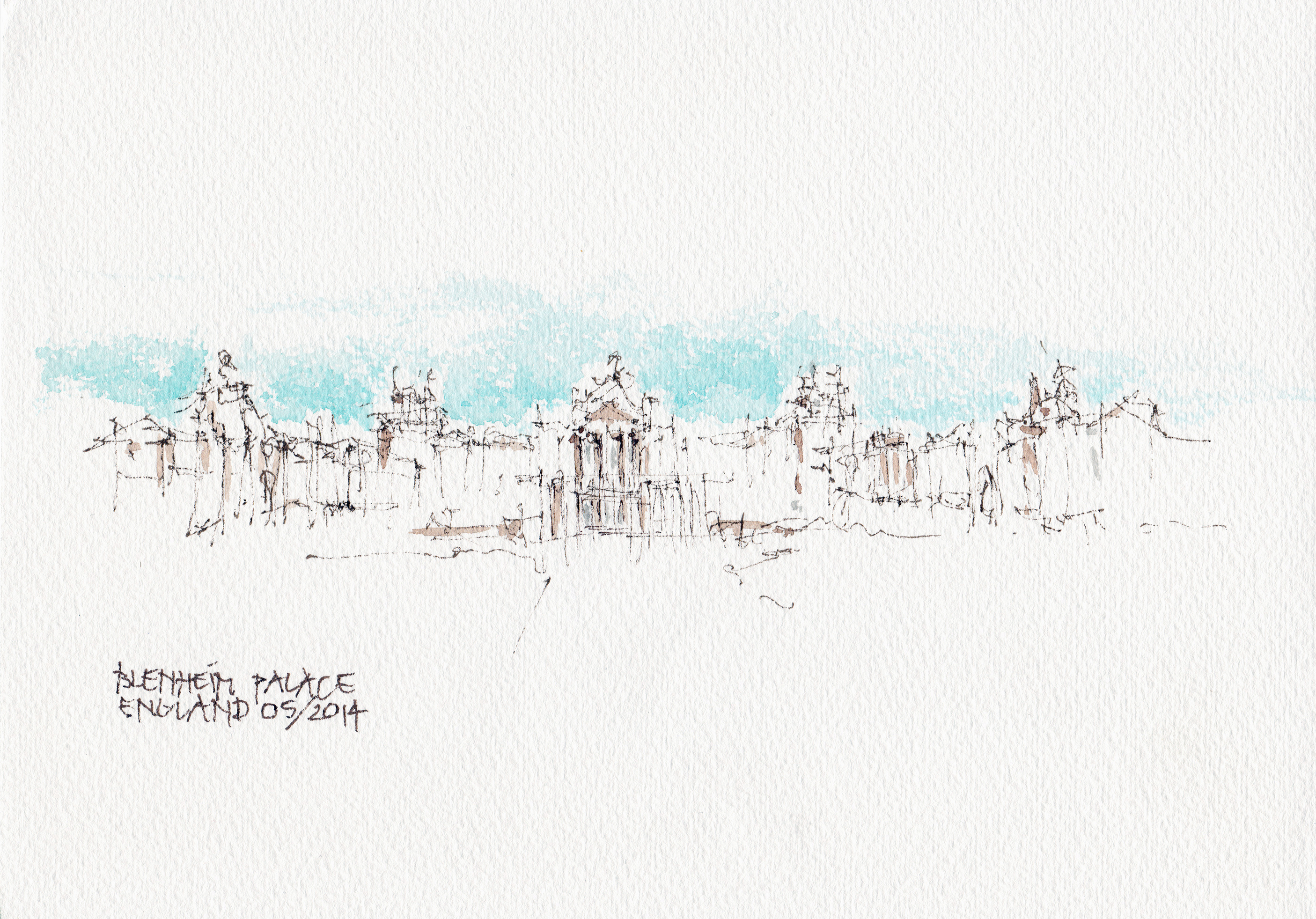
Blenheim Palace England 05-2014
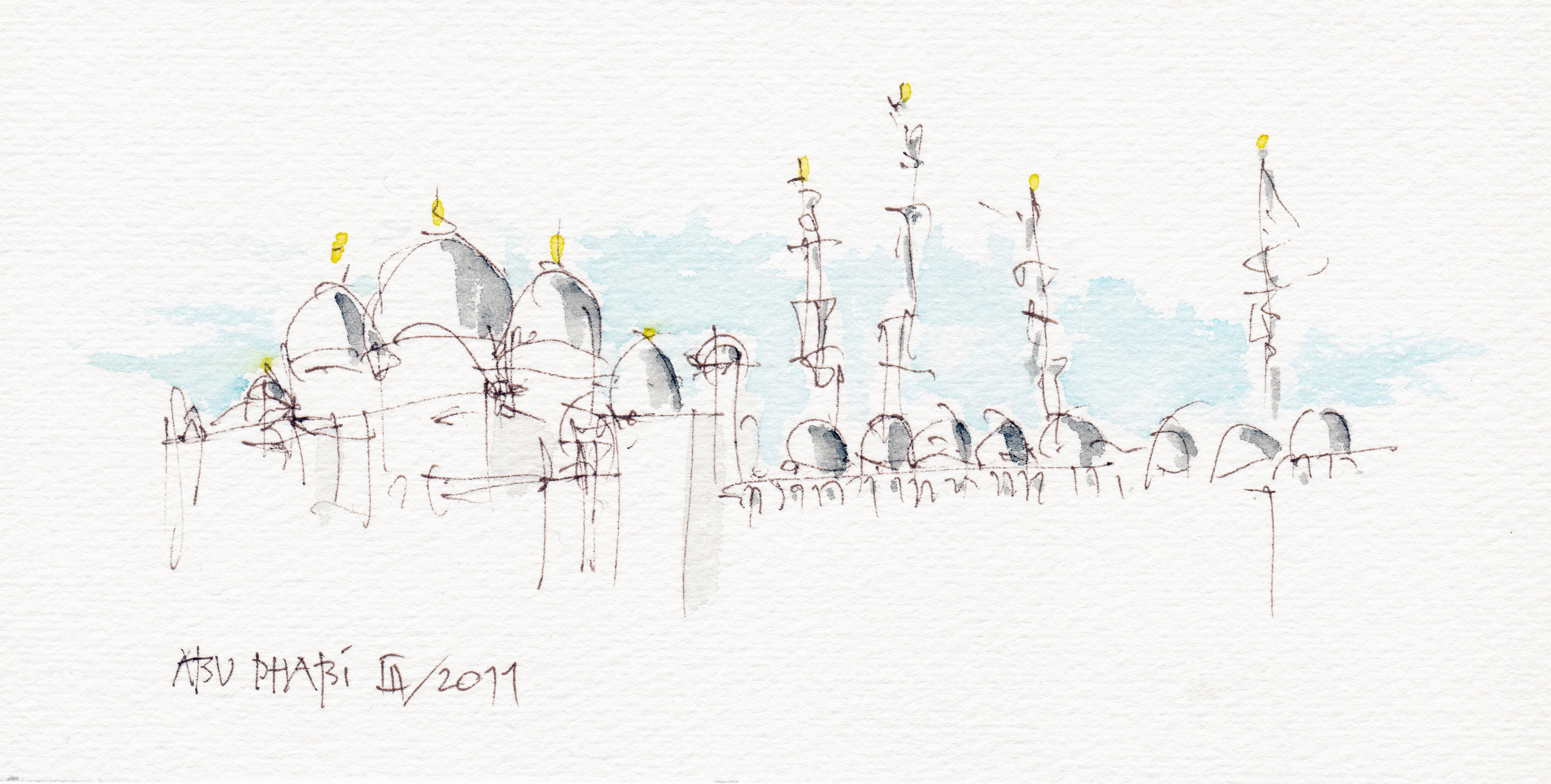
Abu Dhabi 03-2011
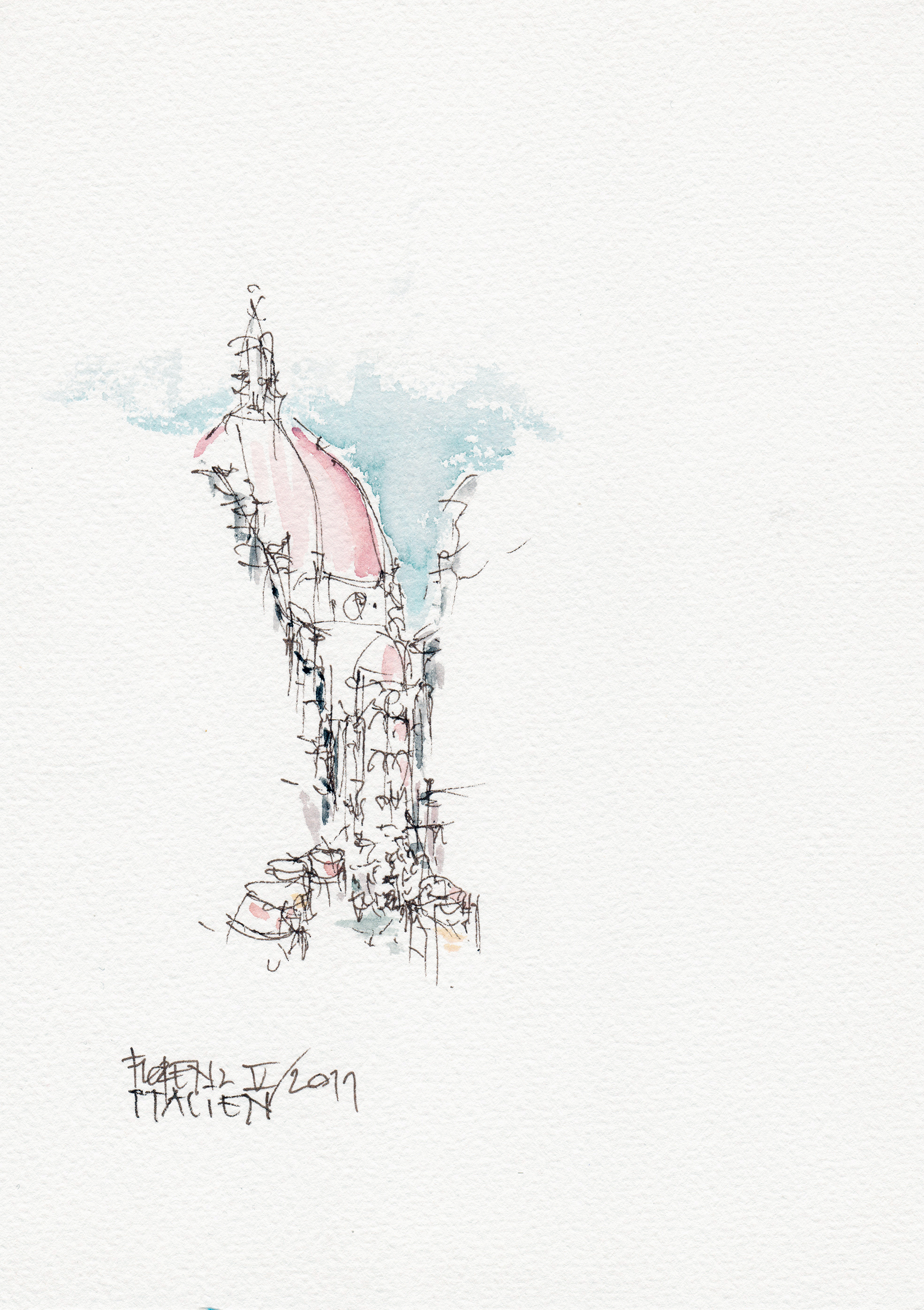
Florenz Italien 05-2011
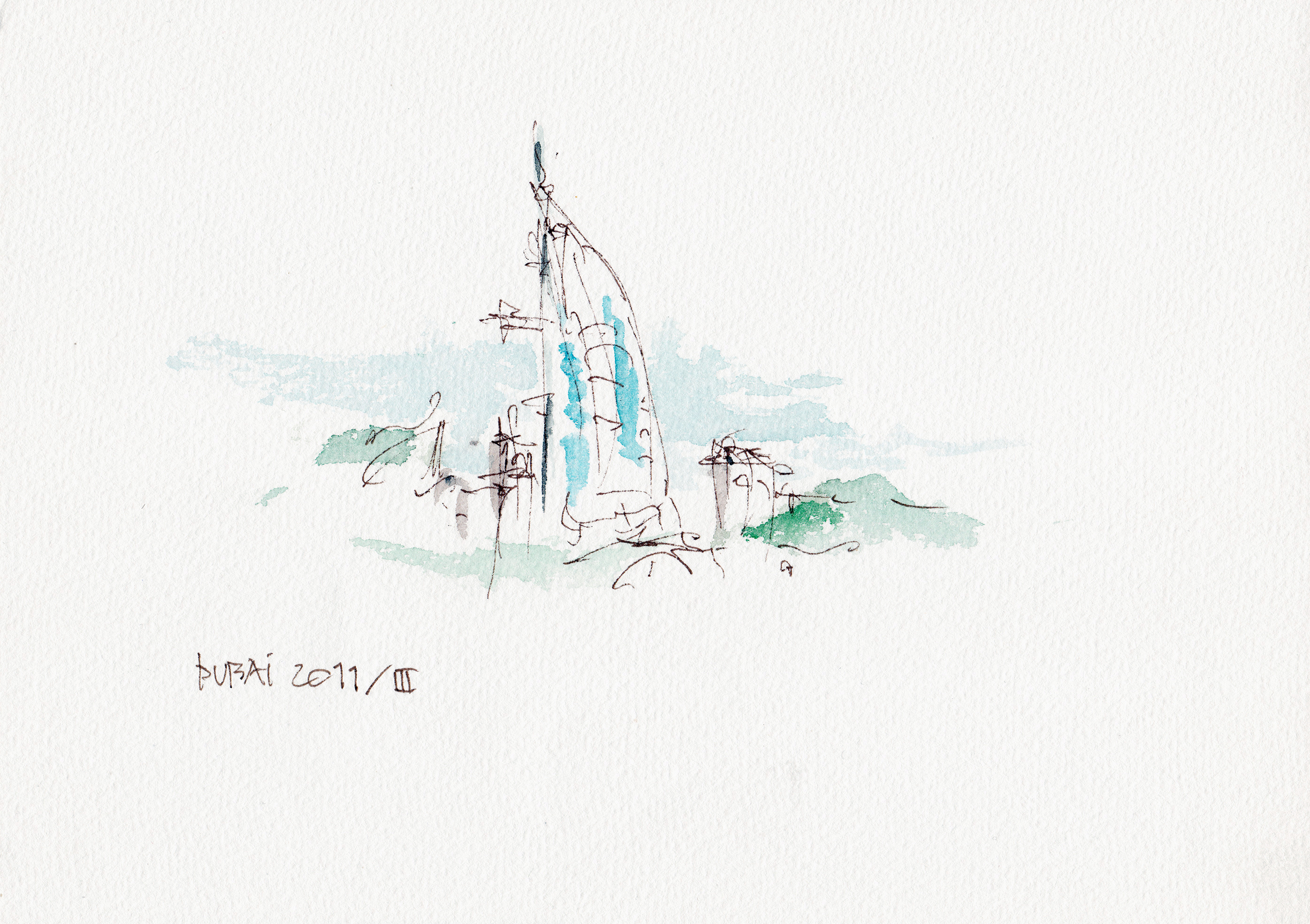
Dubai 03-2011
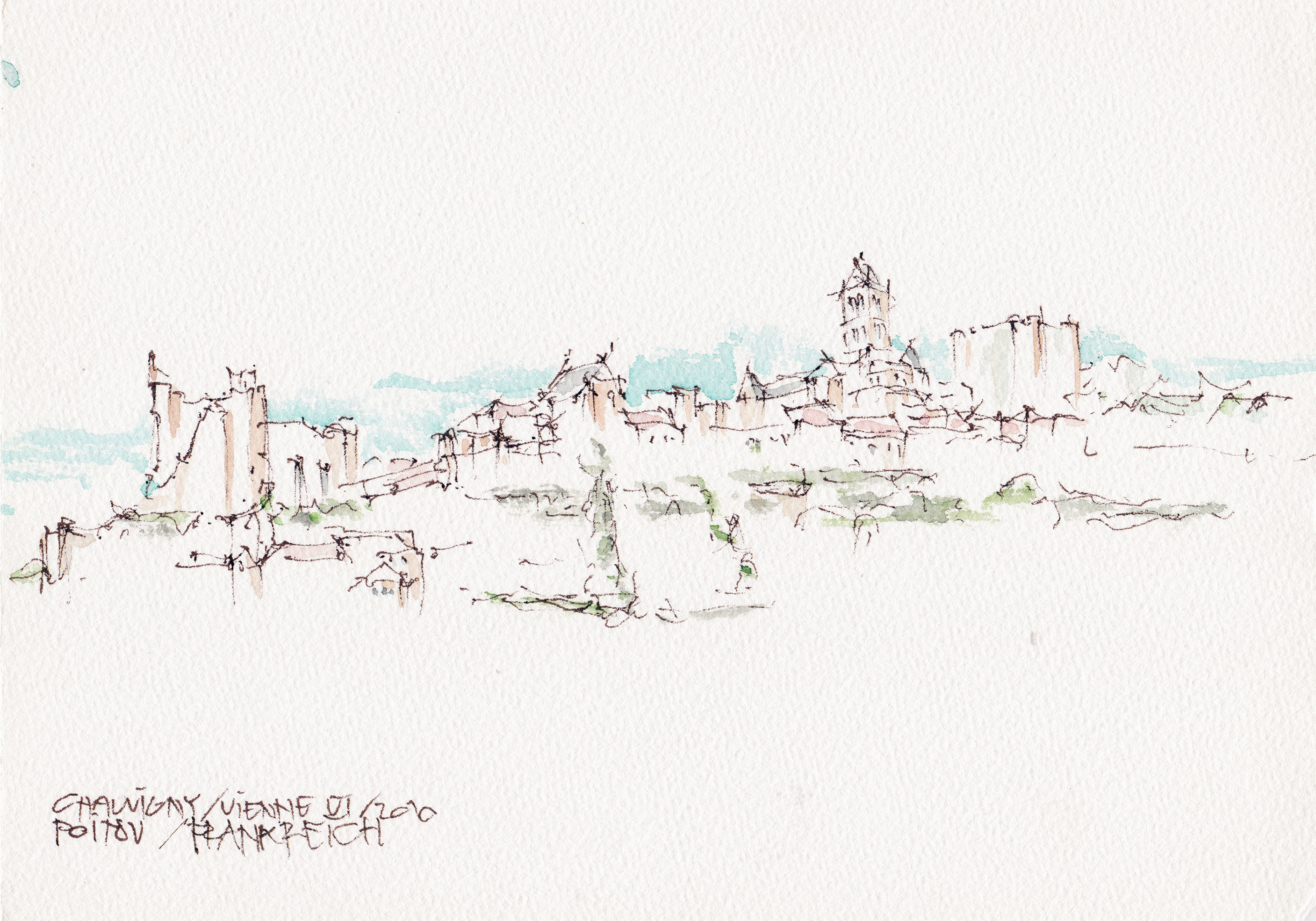
Chauvigny Vienne Poitou Frankreich 06-2010
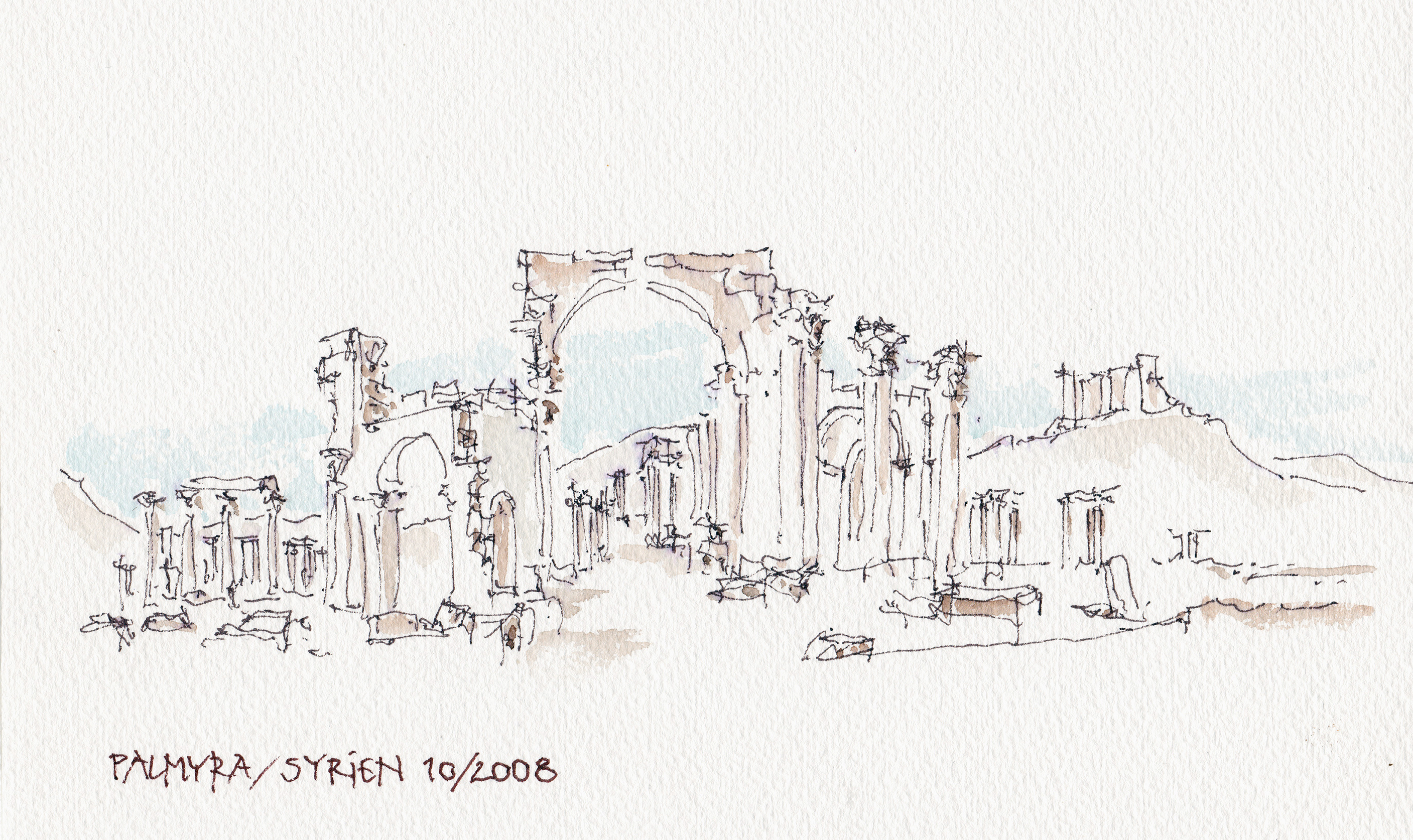
Palmyra Syrien 10-2008
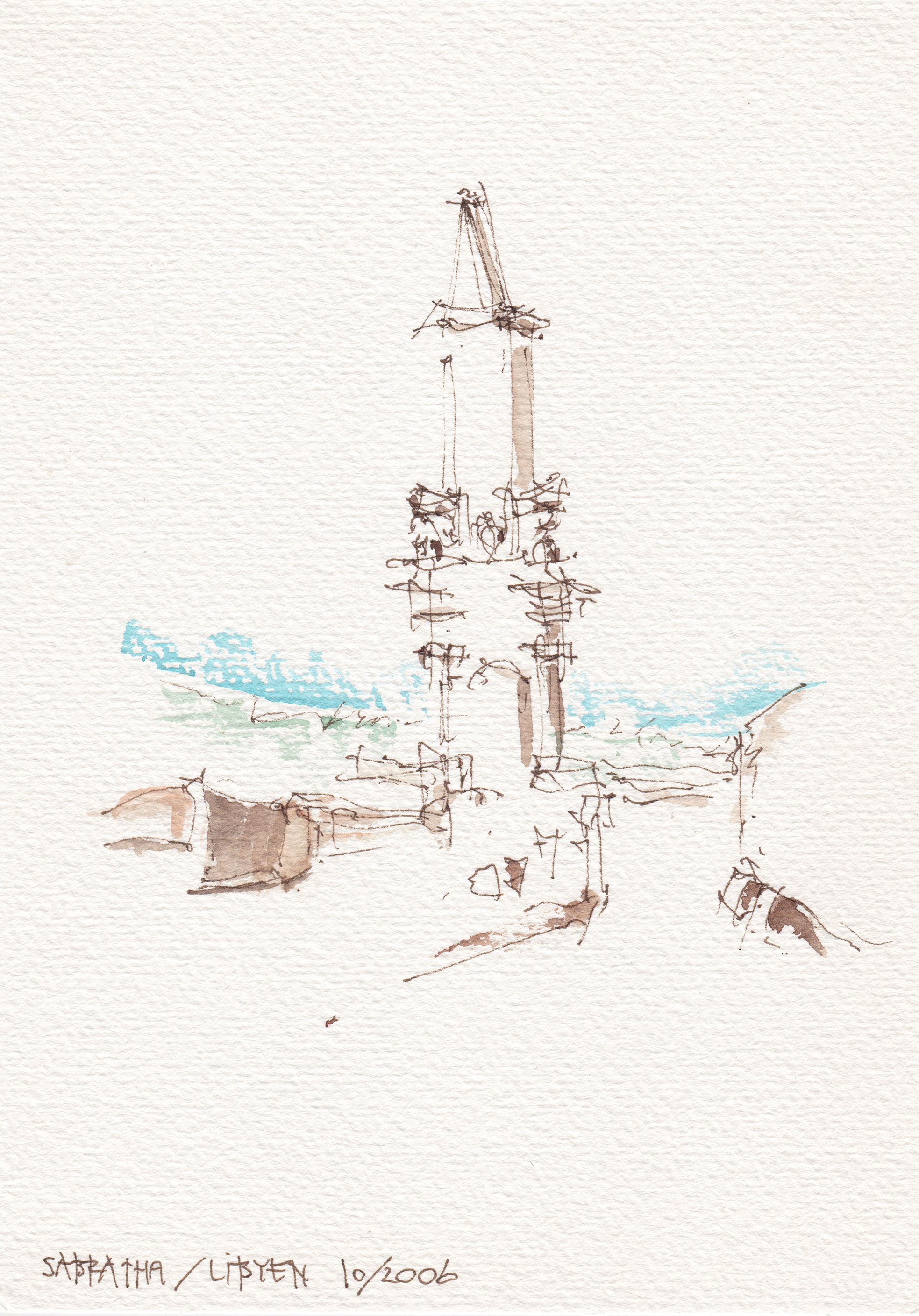
Sabratha Libyen 10-2006
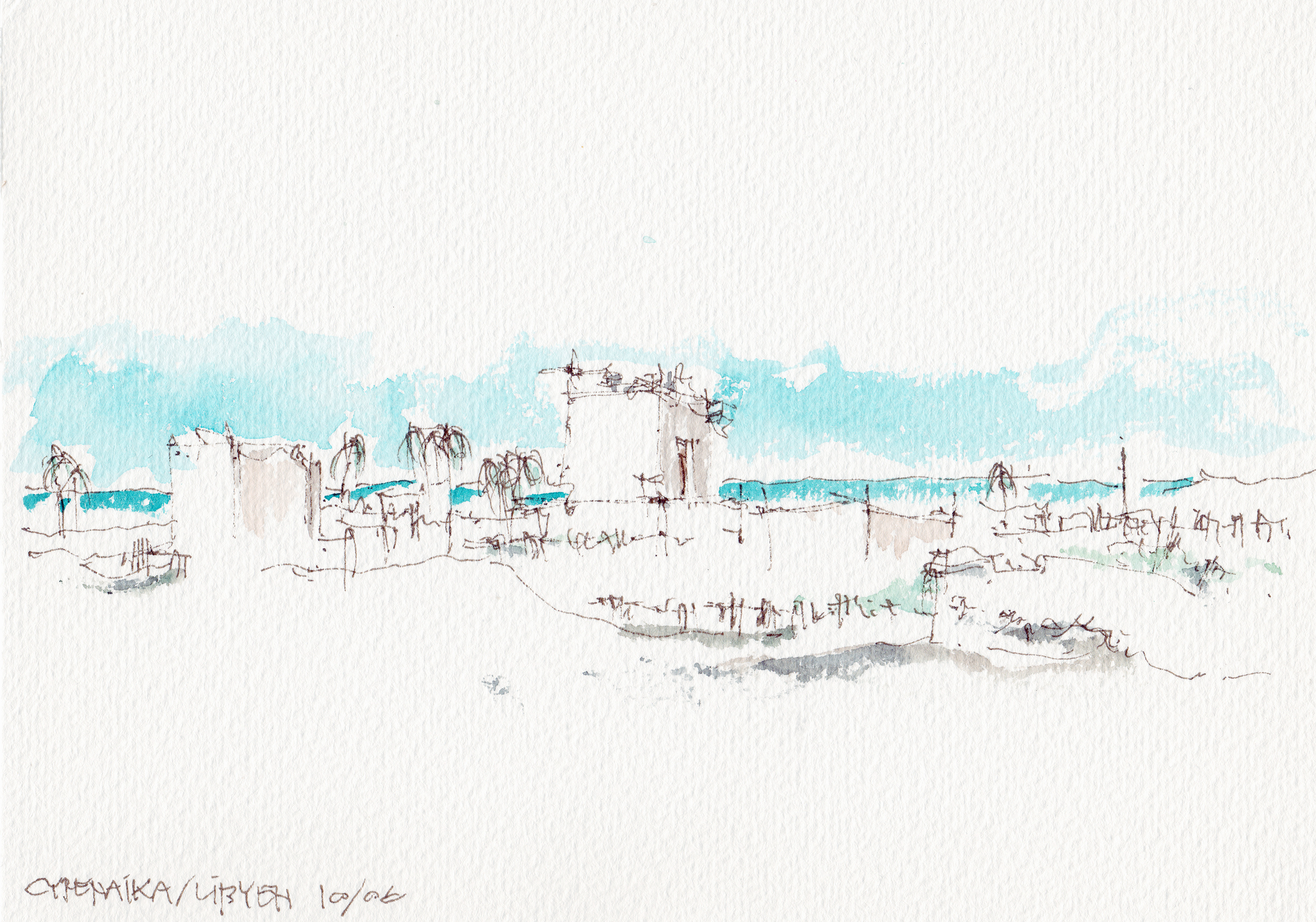
Cyrenaika Libyen 10-2006
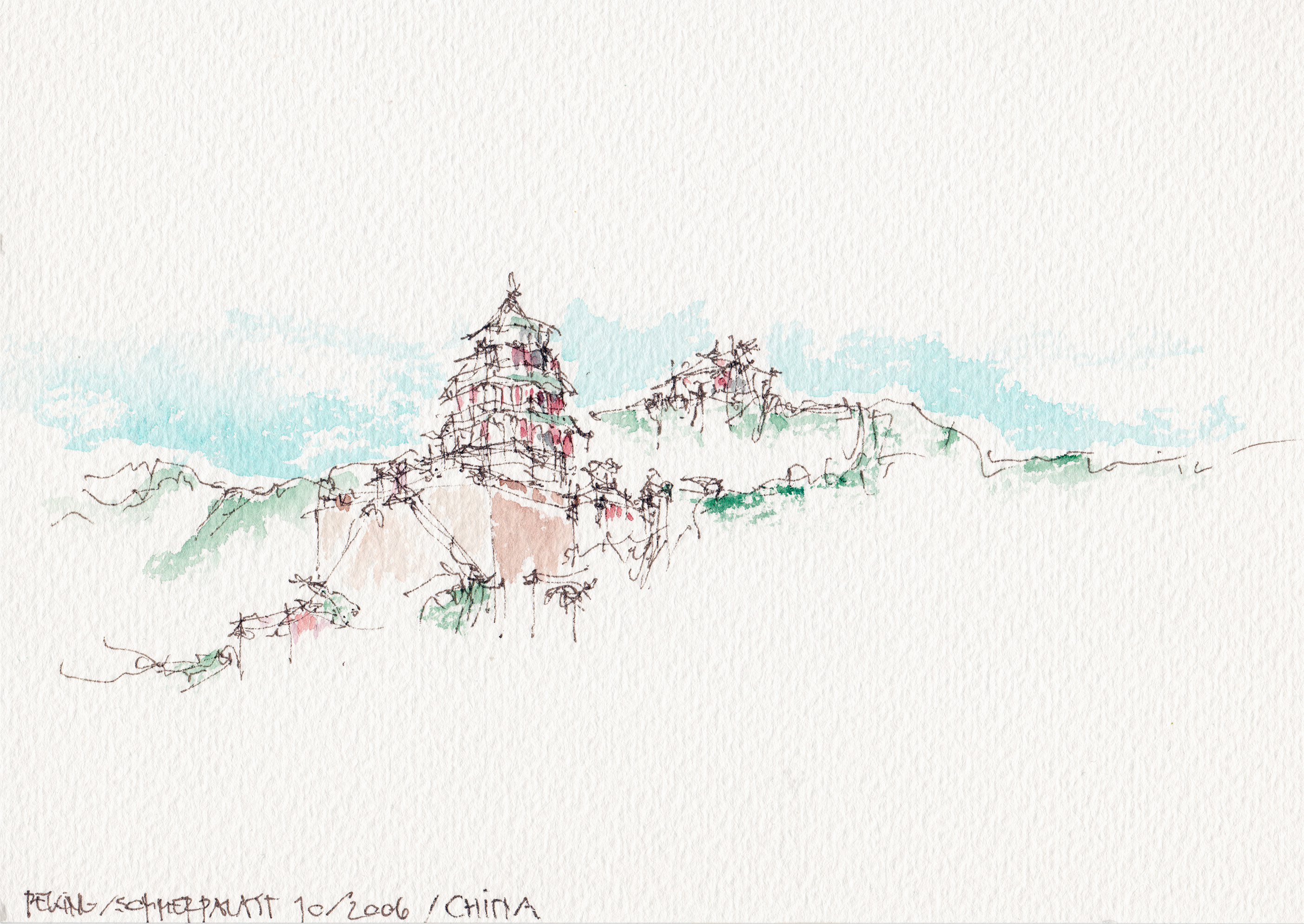
Peking Sommerpalast China 10-2006
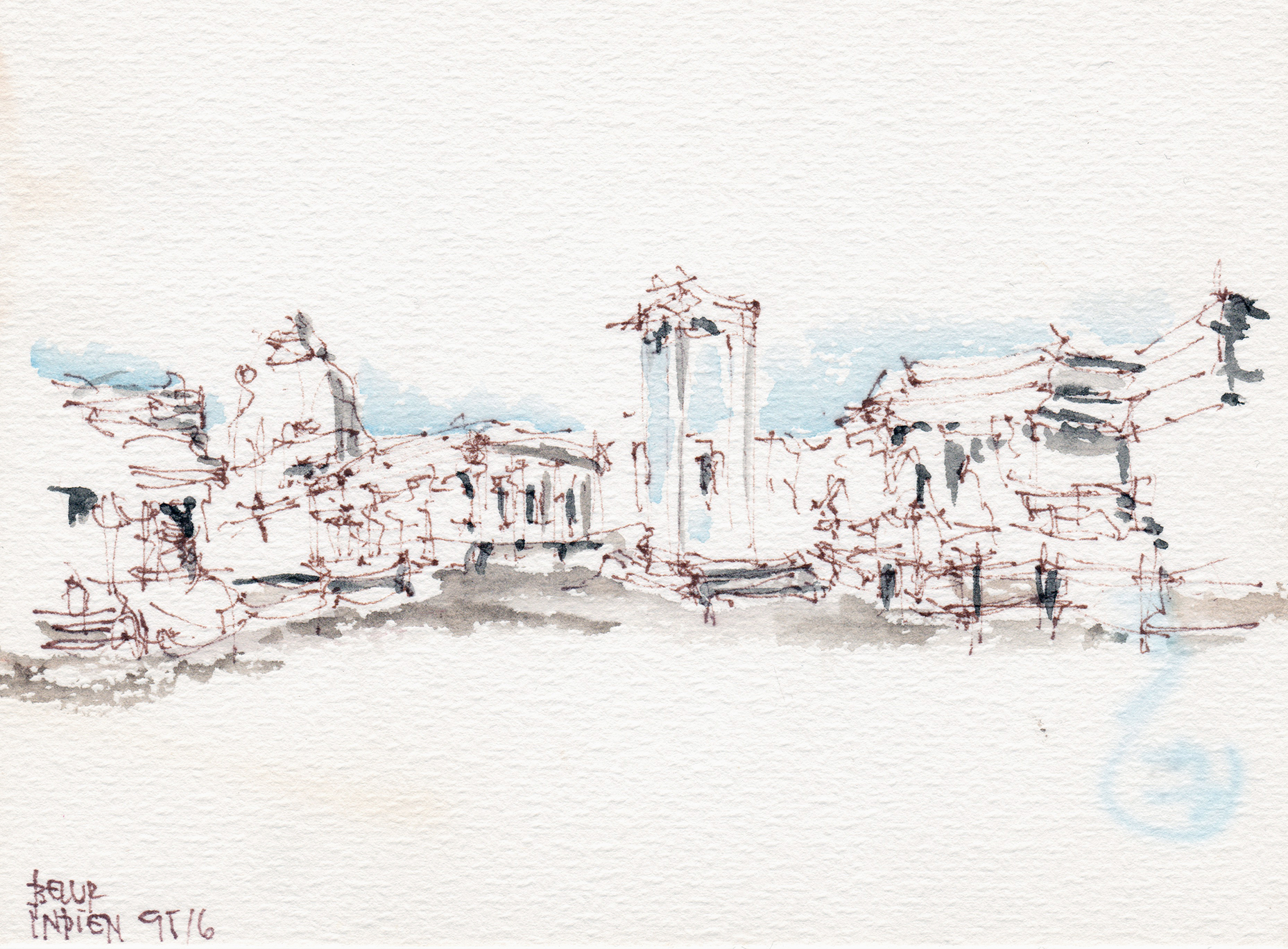
Belur Indien 06-1995
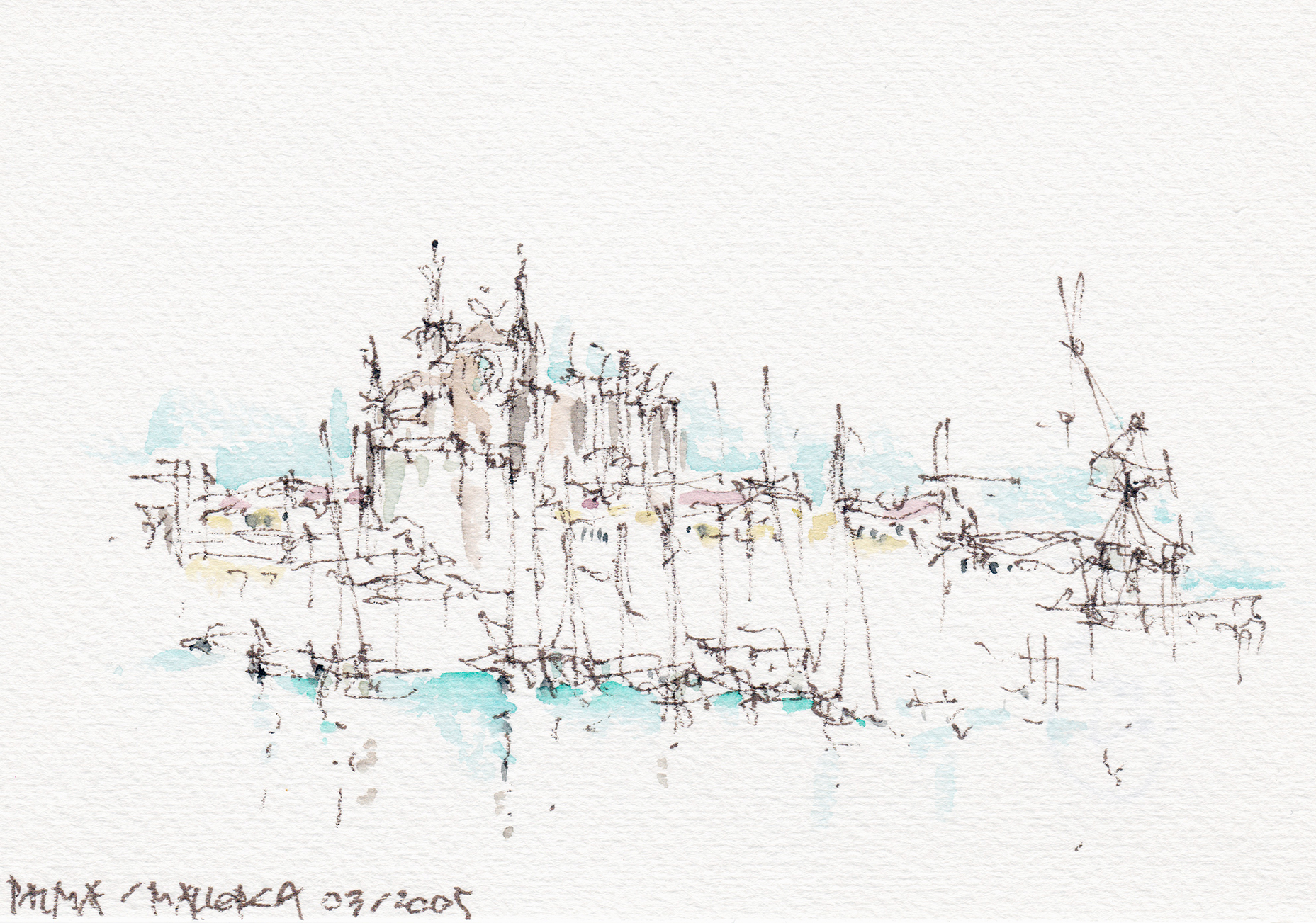
Palma Mallorca 03-2005
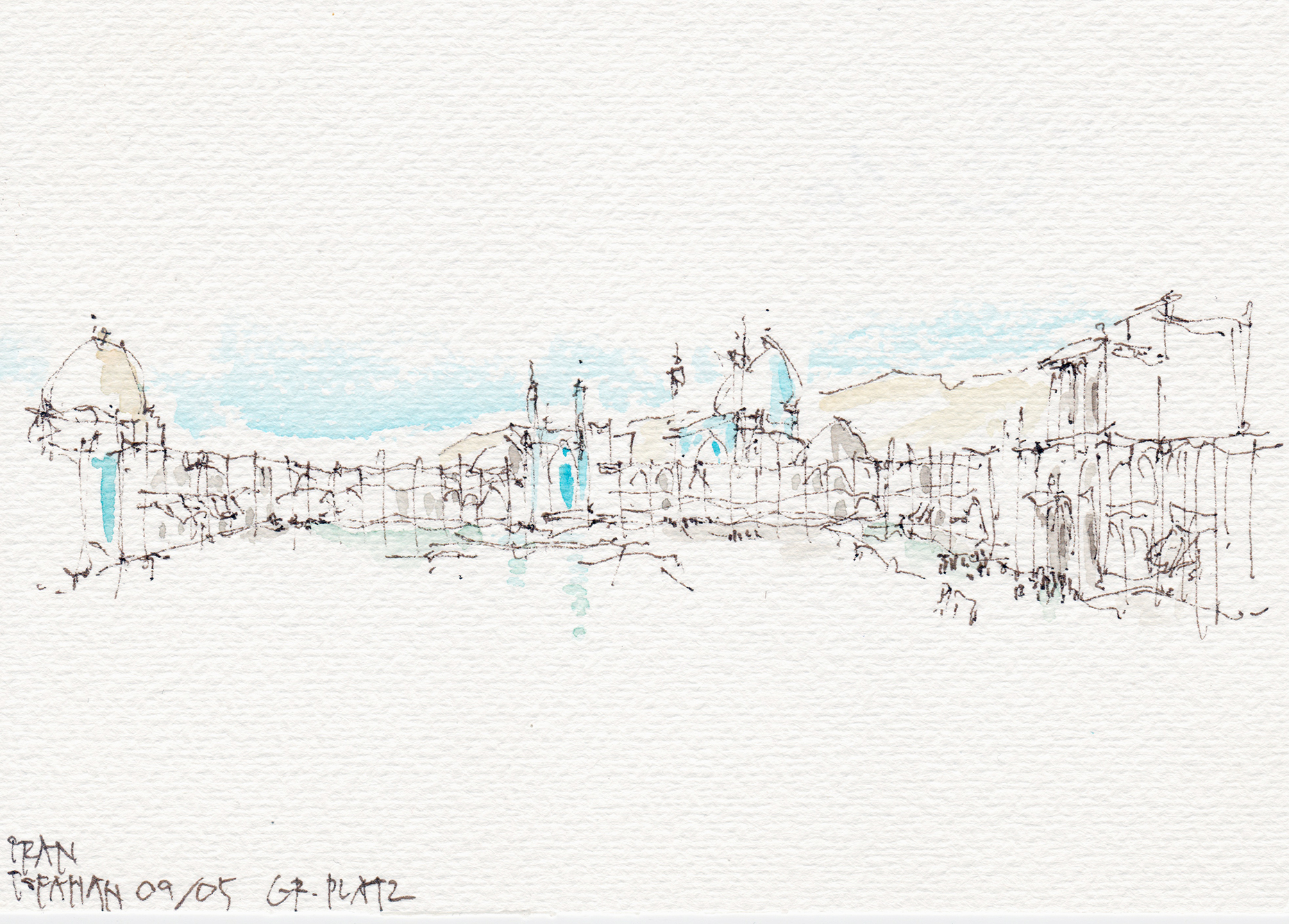
Isfahan Gr. Platz Iran 09-2005
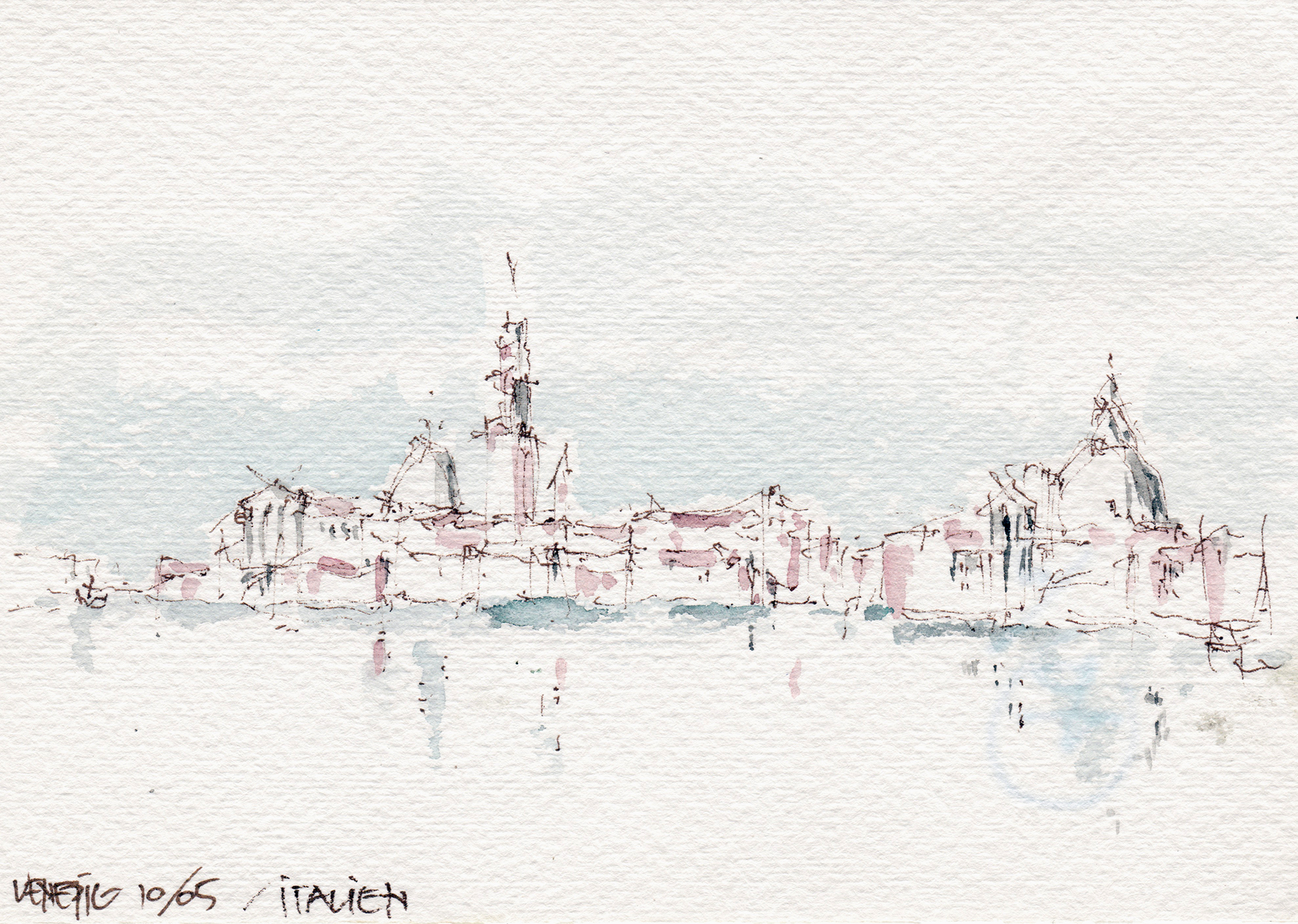
Venedig Italien 10-2005
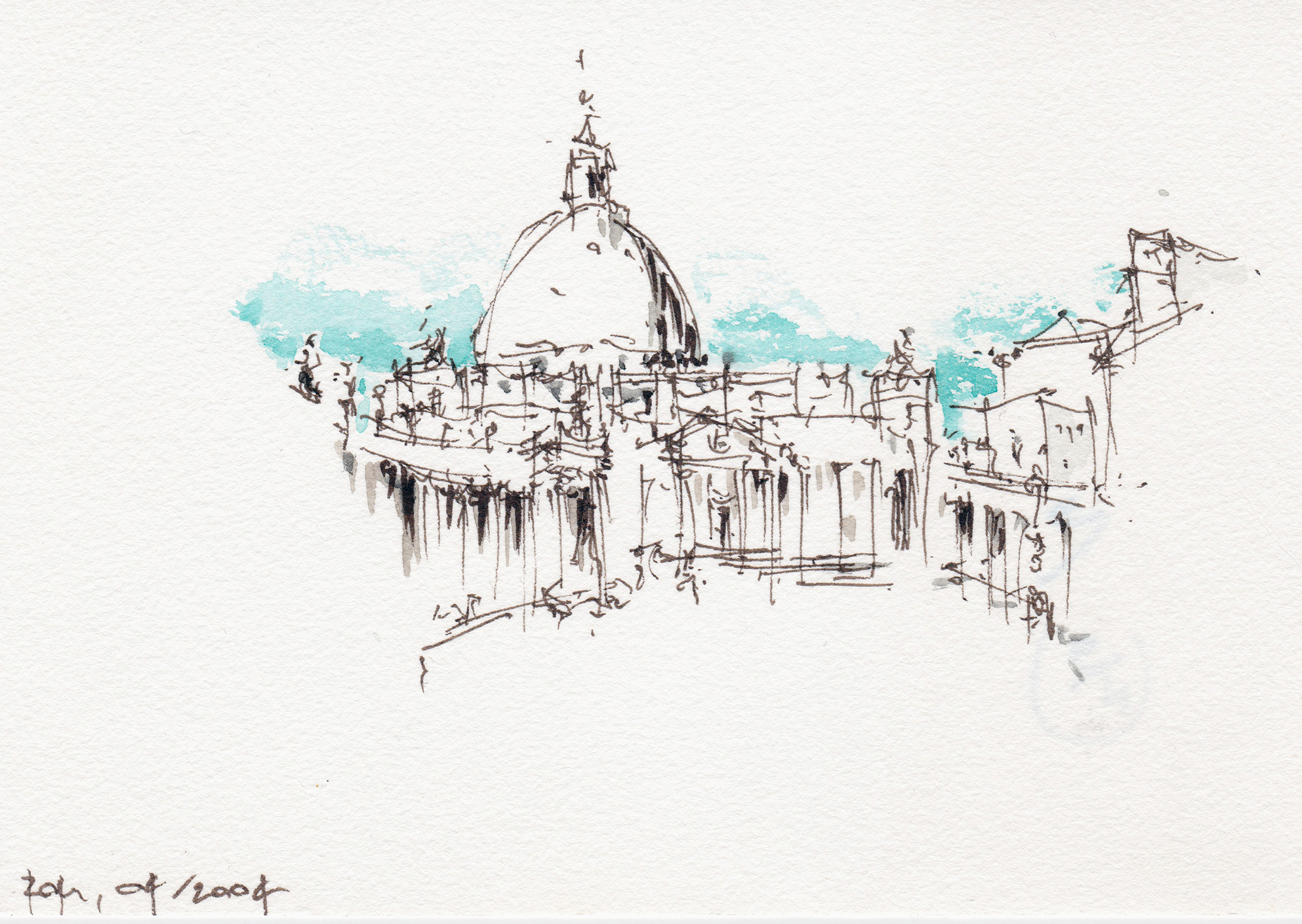
Rom 04-2004
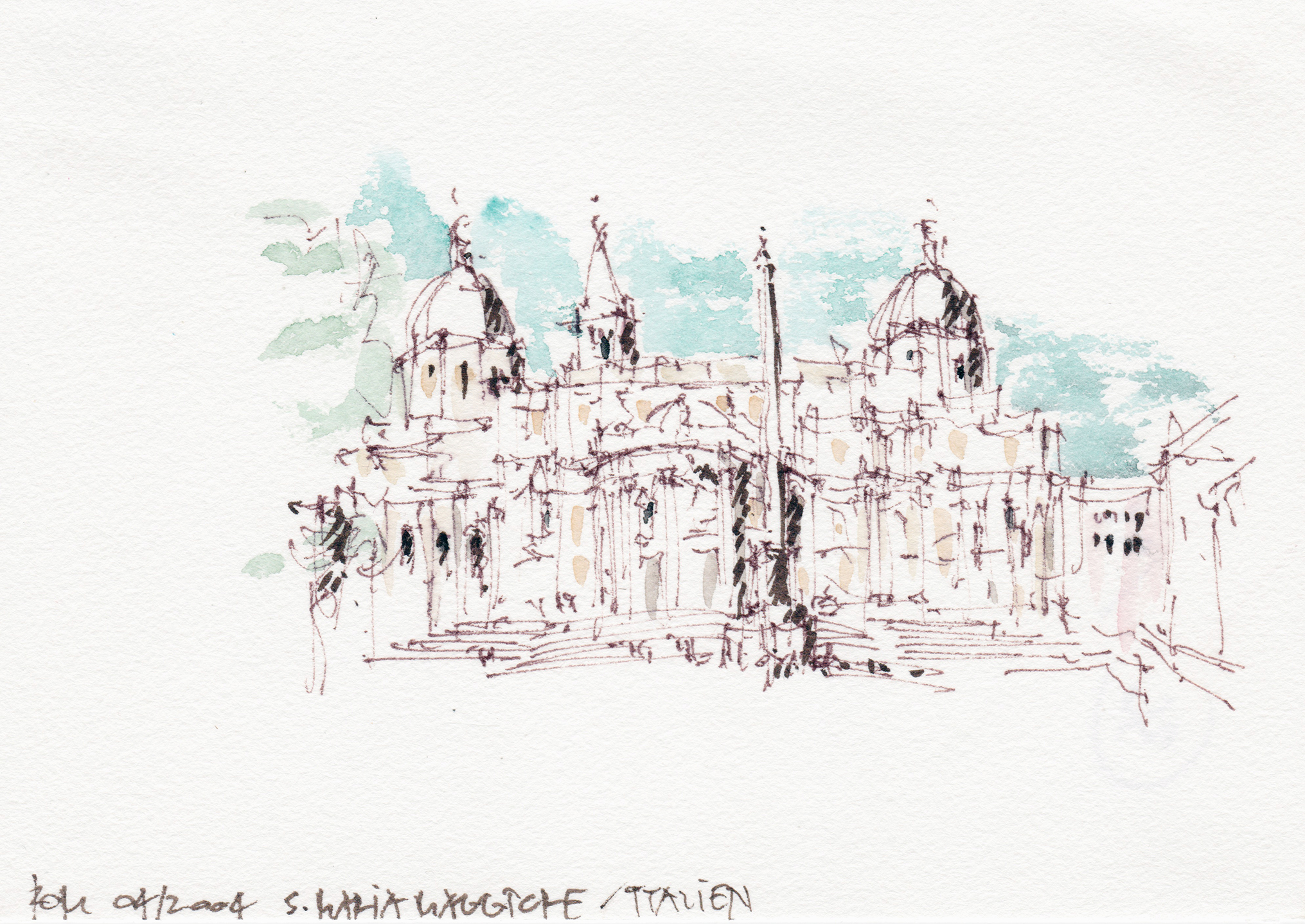
St. Maria Rom Italien 04-2004
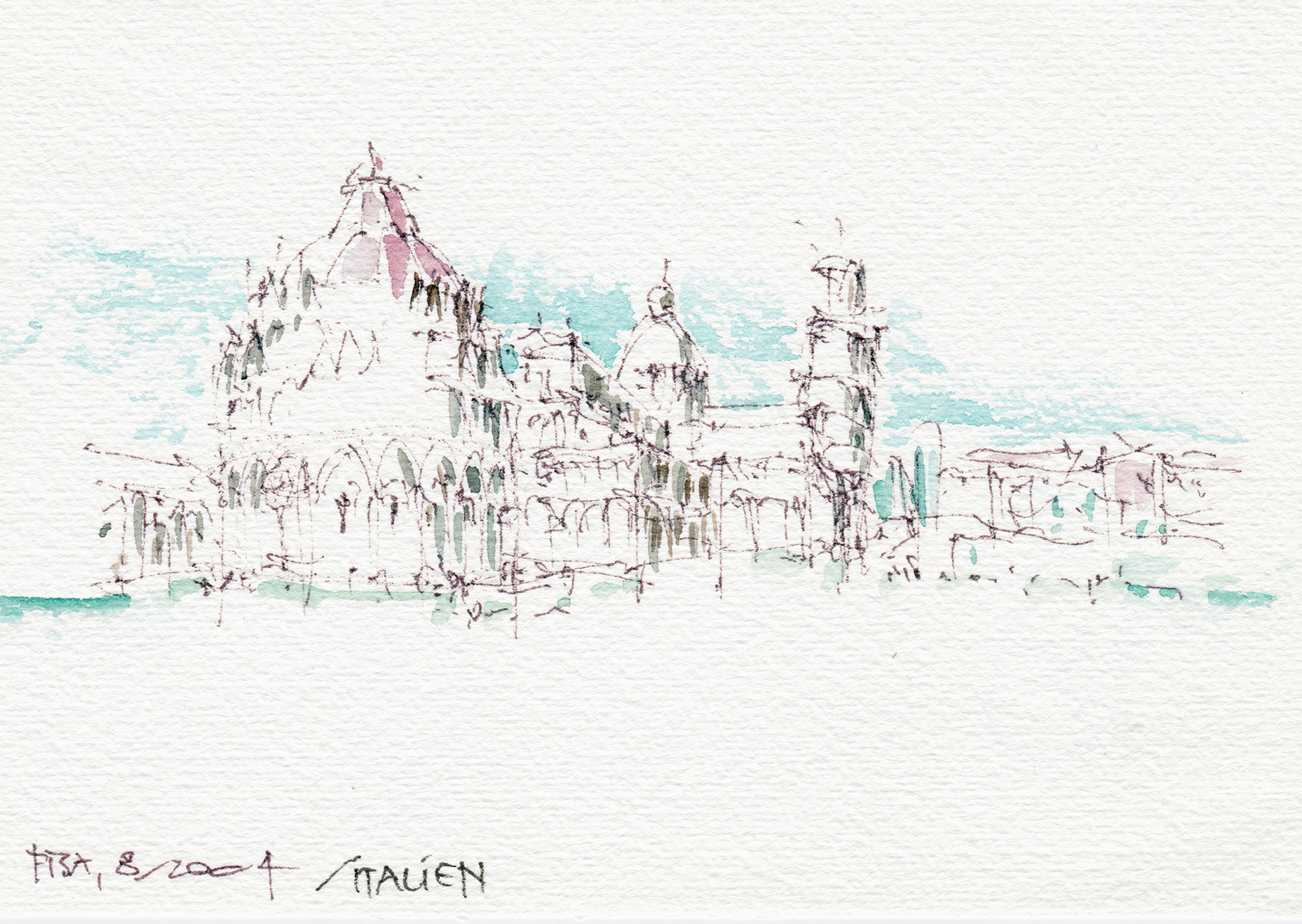
Pisa Italien 08-2004
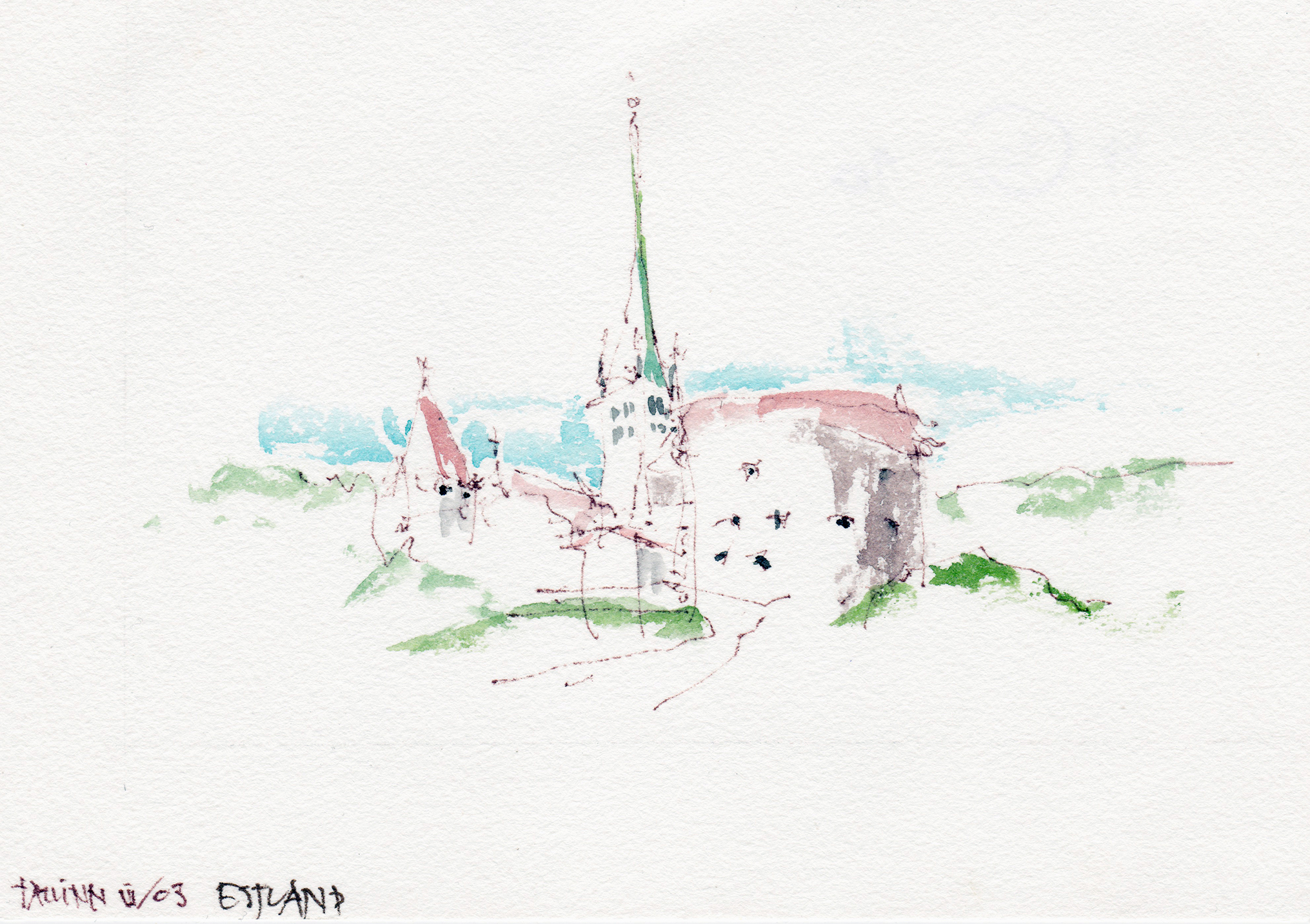
Tallinn Estland 05-2003
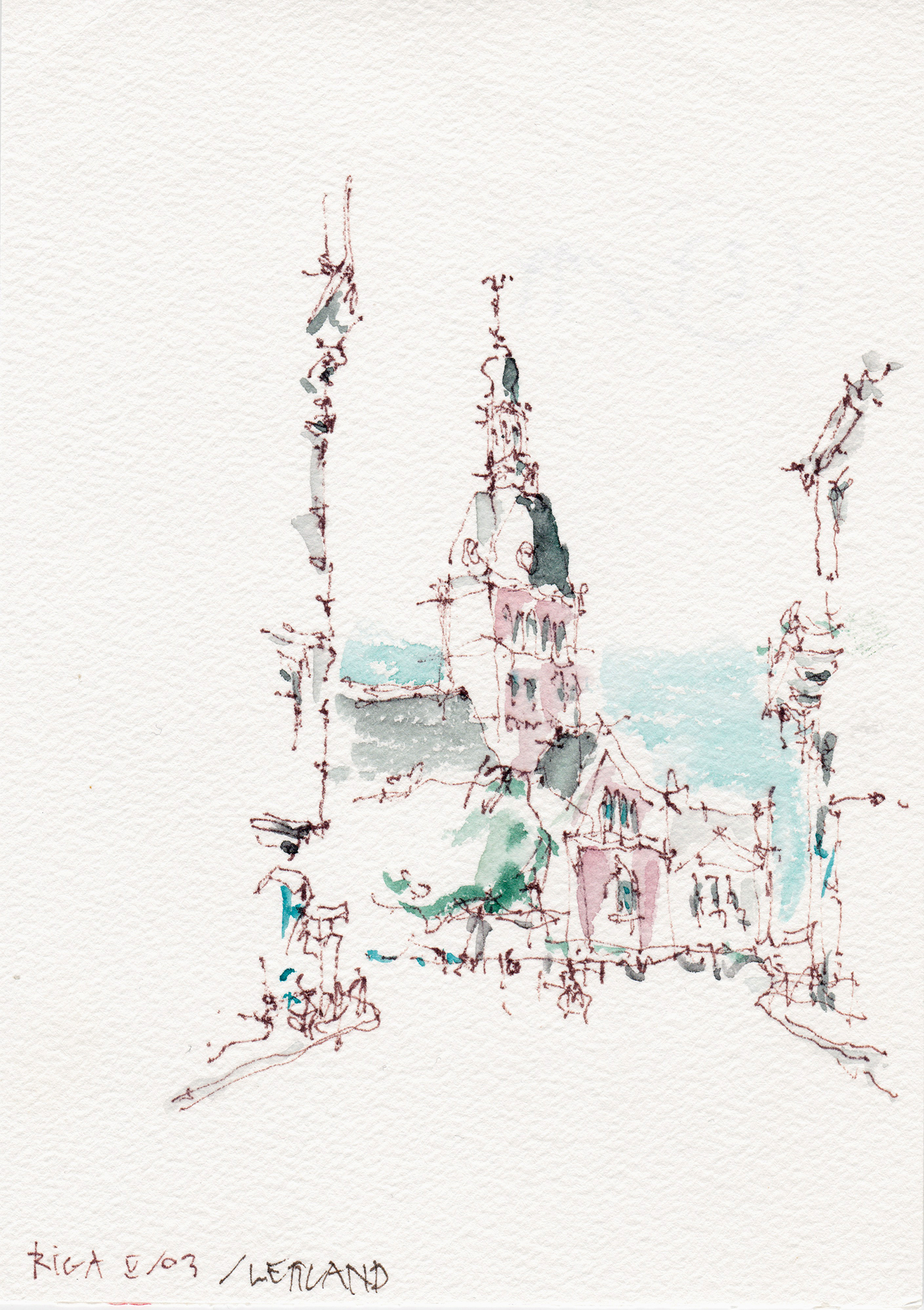
Riga Lettland 05-2003
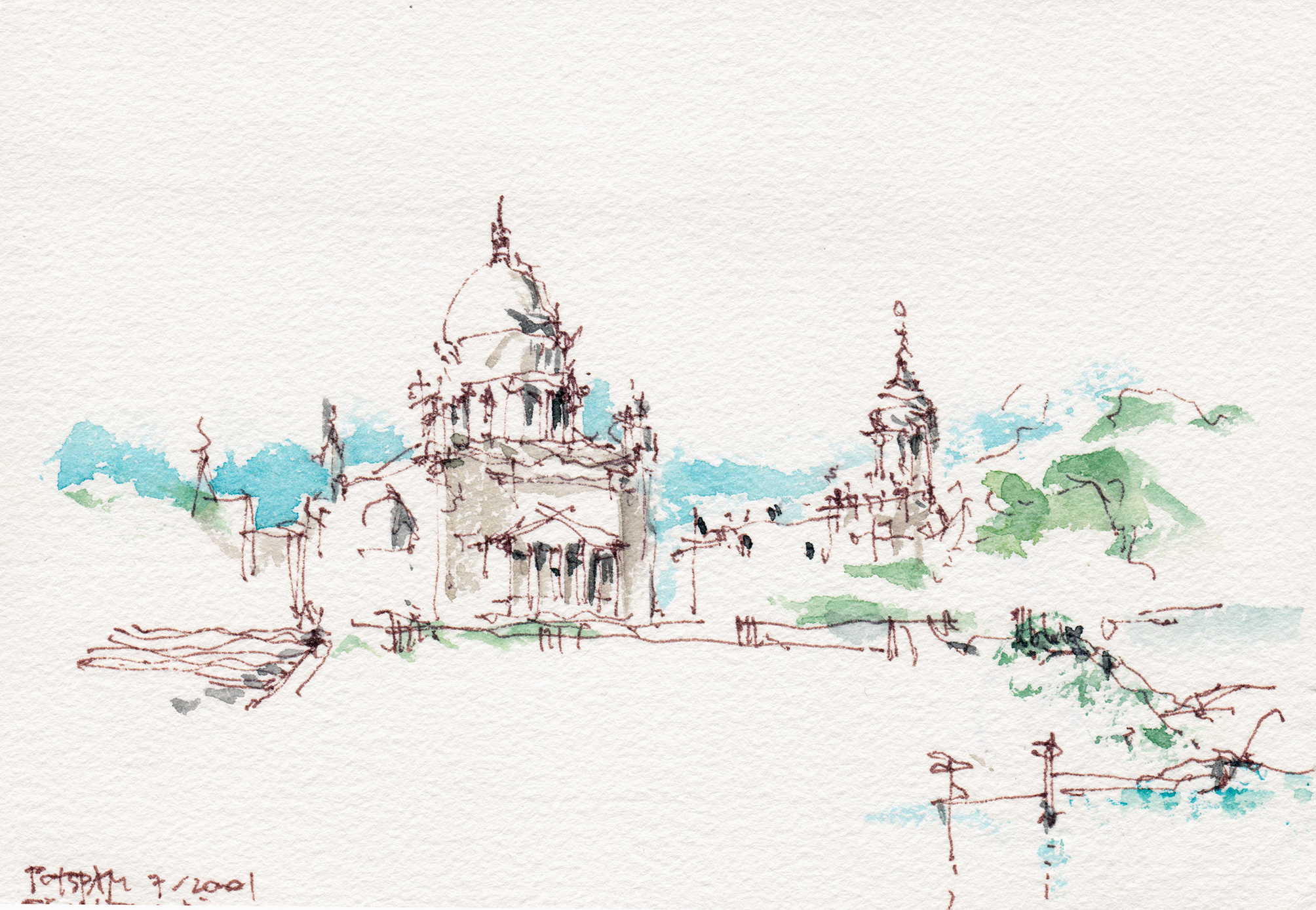
Potsdam St. Nicolai 07-2001
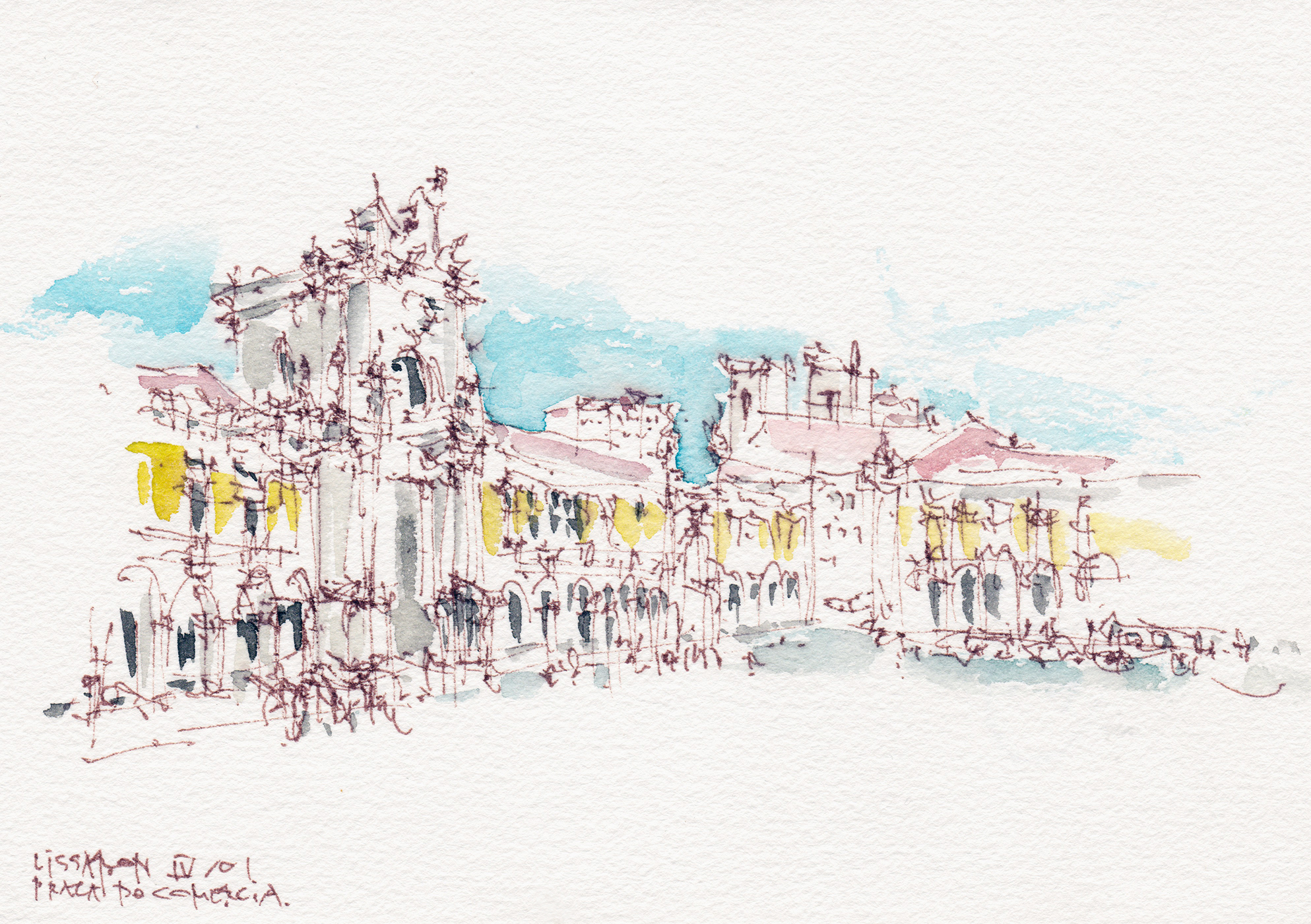
Lissabon Plaza-do-Comercia 04-2010
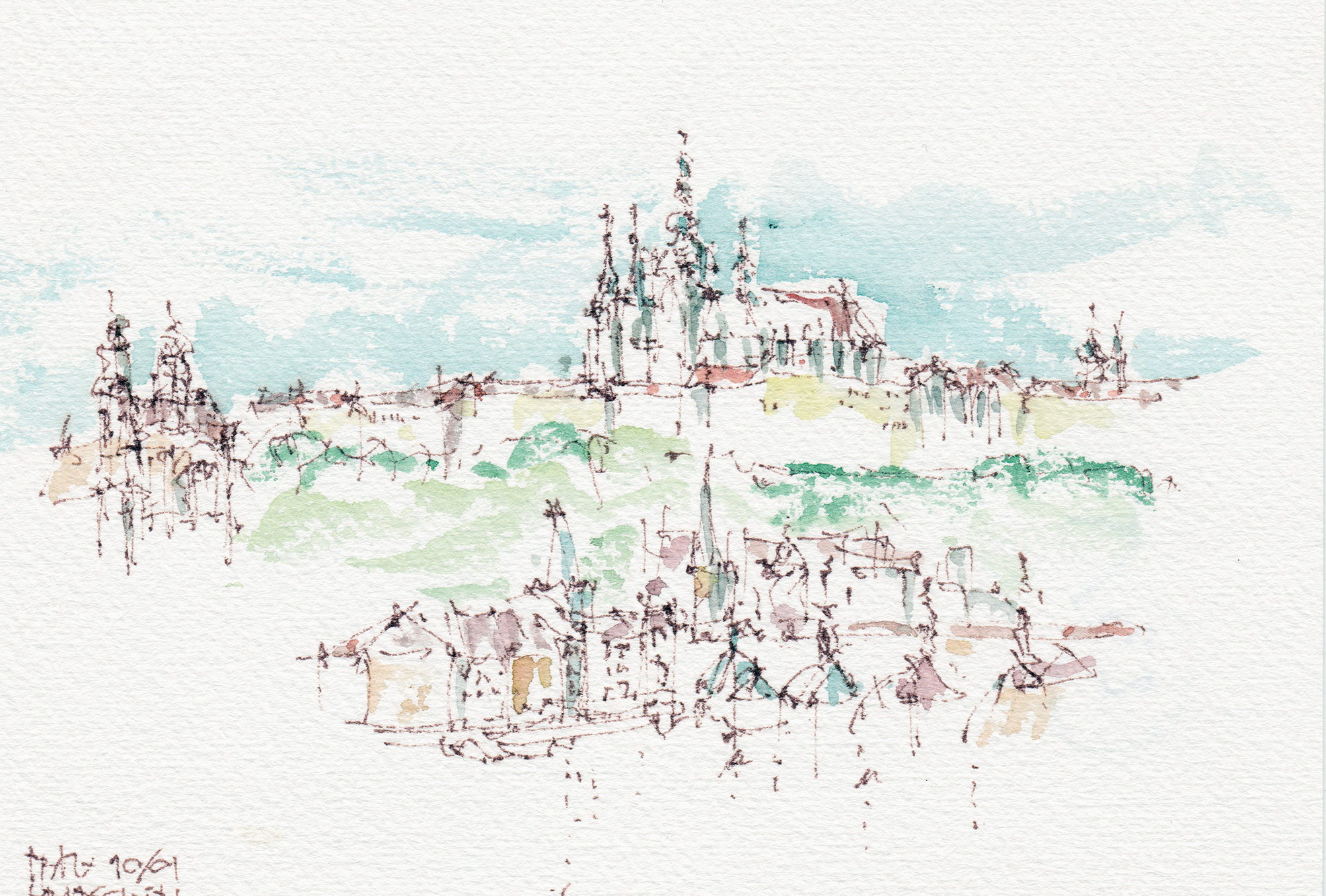
Prag Hradschin 10-2001
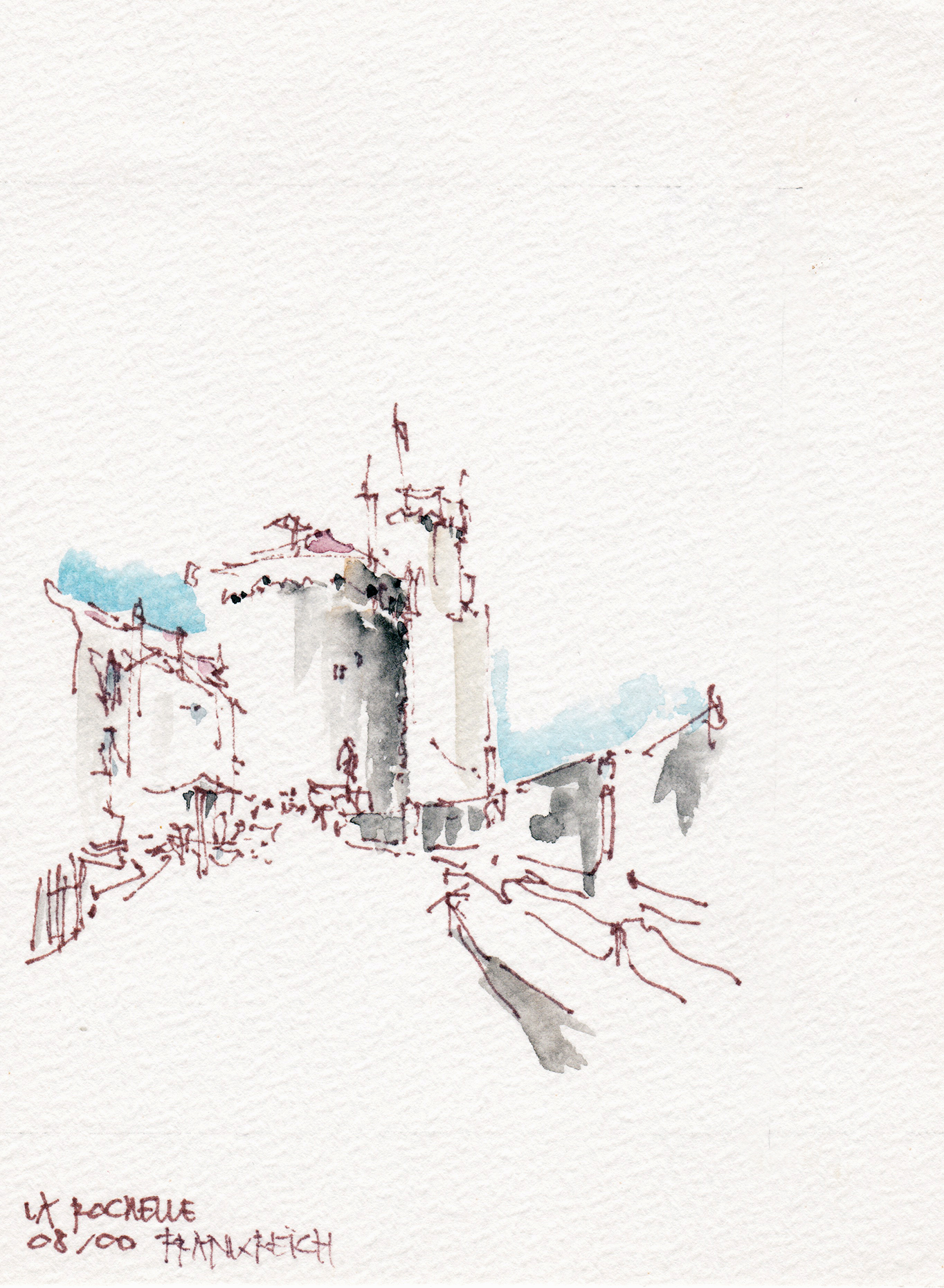
La Rochelle 08-2000
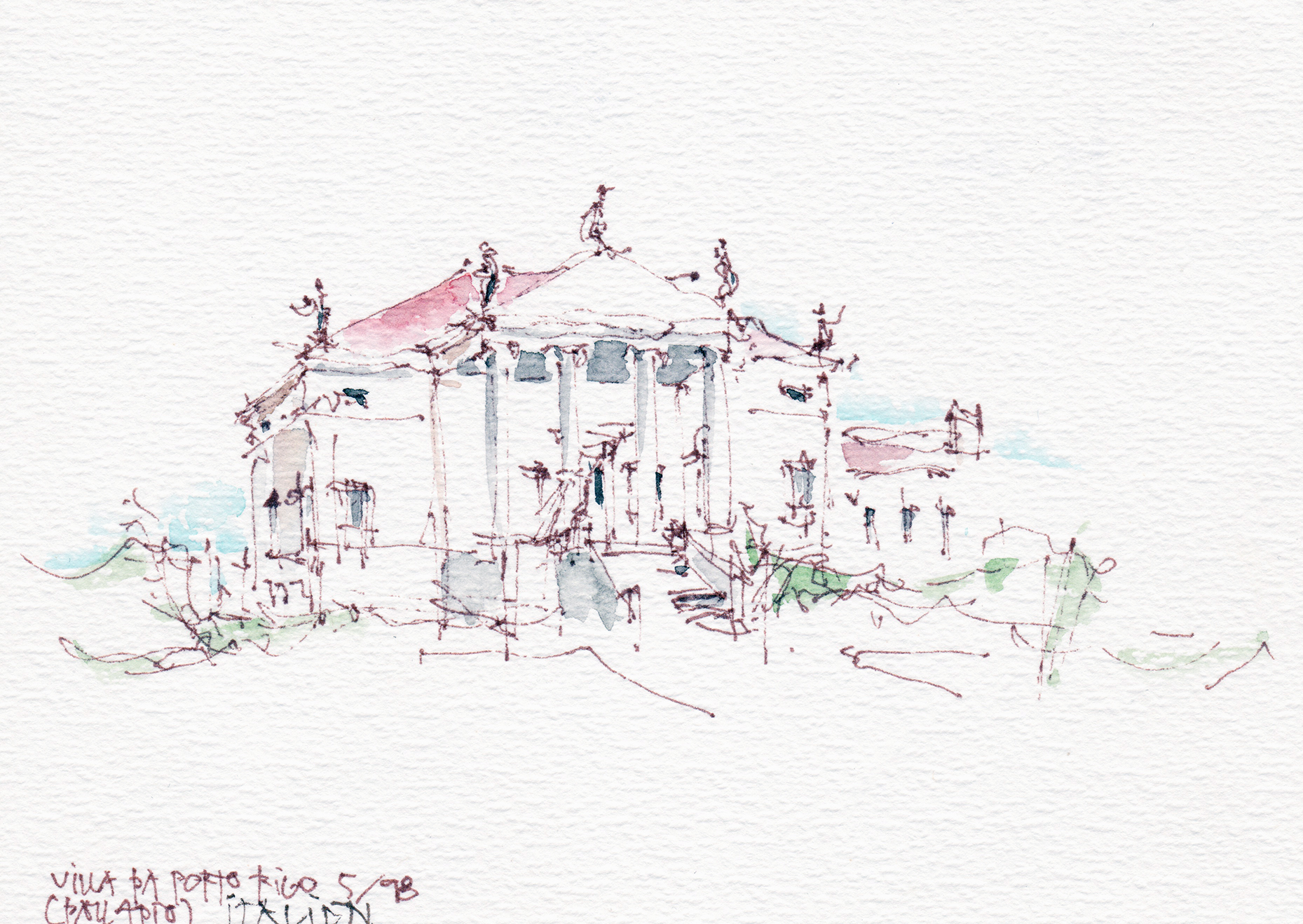
Villa-da-Porto Italien 05-1998
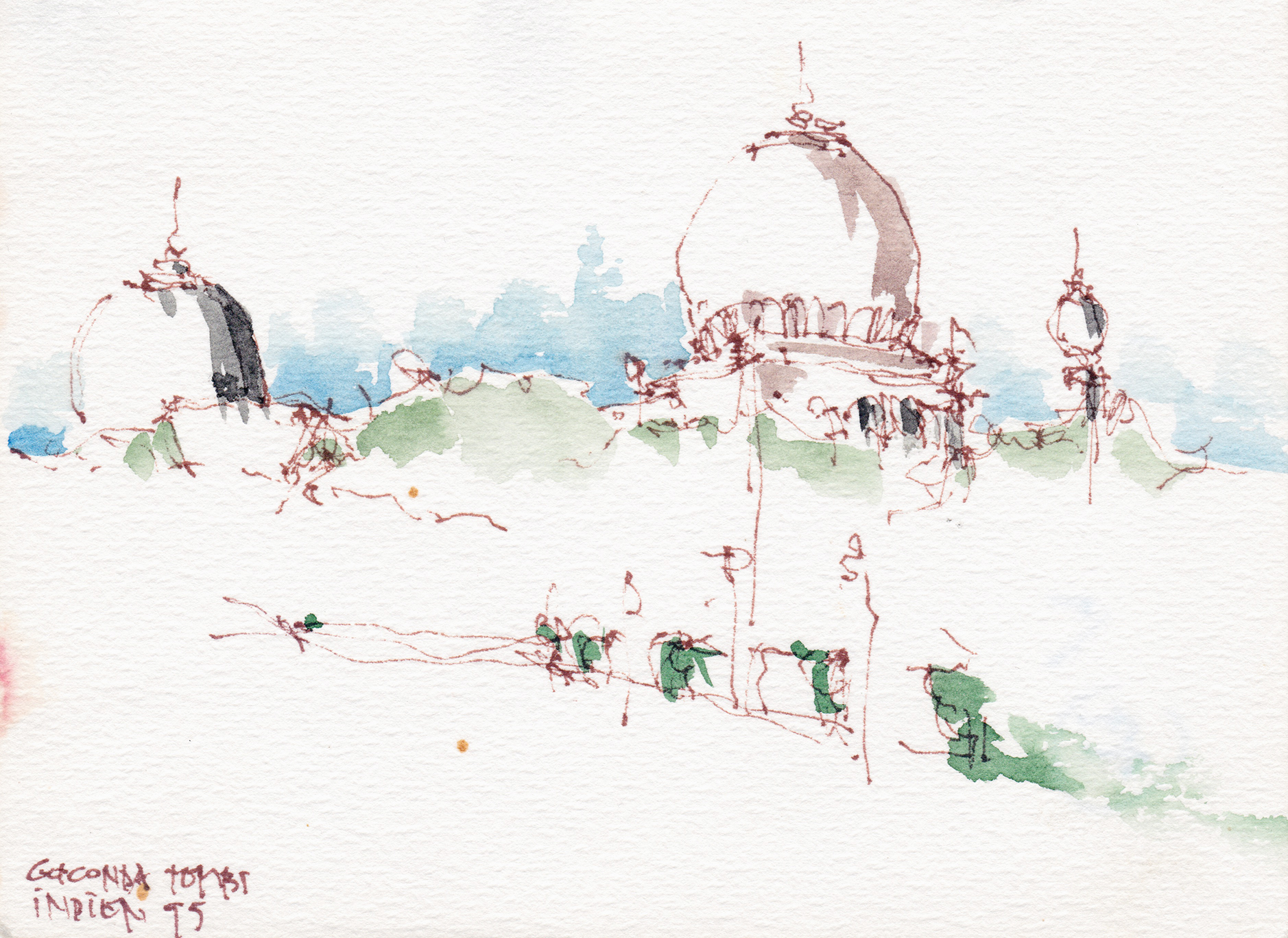
Golconda Tombi Indien 1995
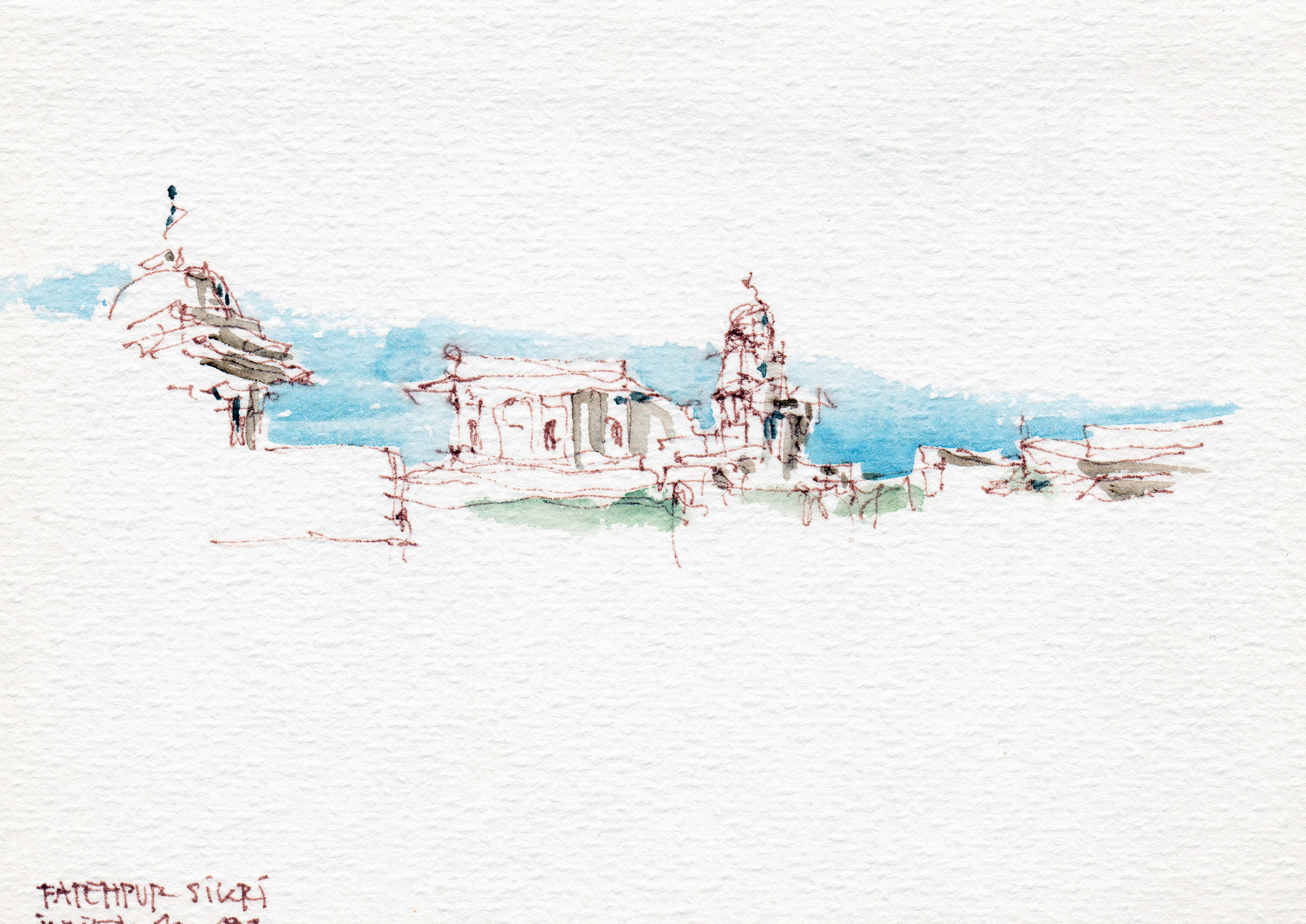
Fatehpur Sikri Indien 12-1993
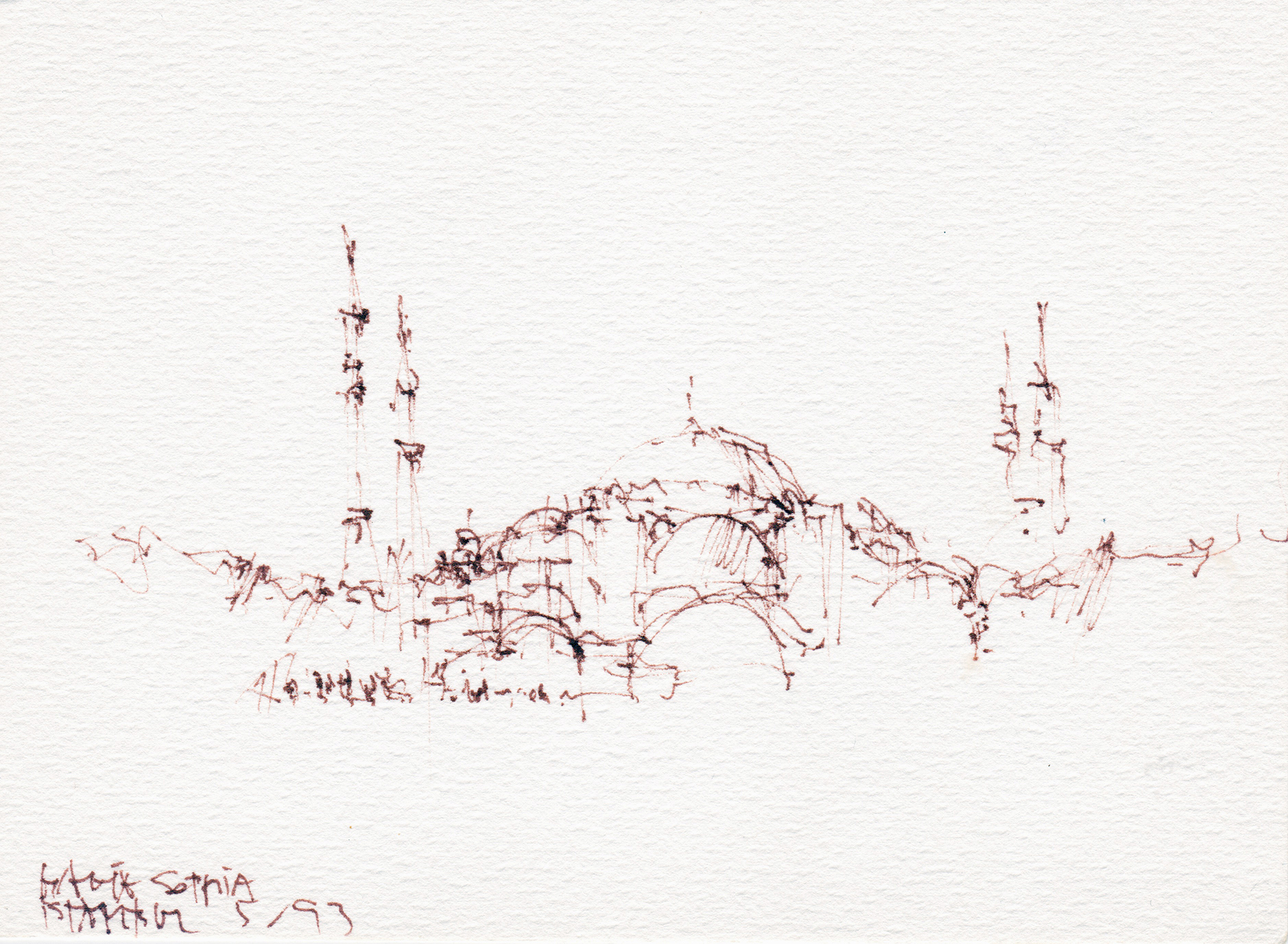
Hagia Sophia Istanbul 05-1993
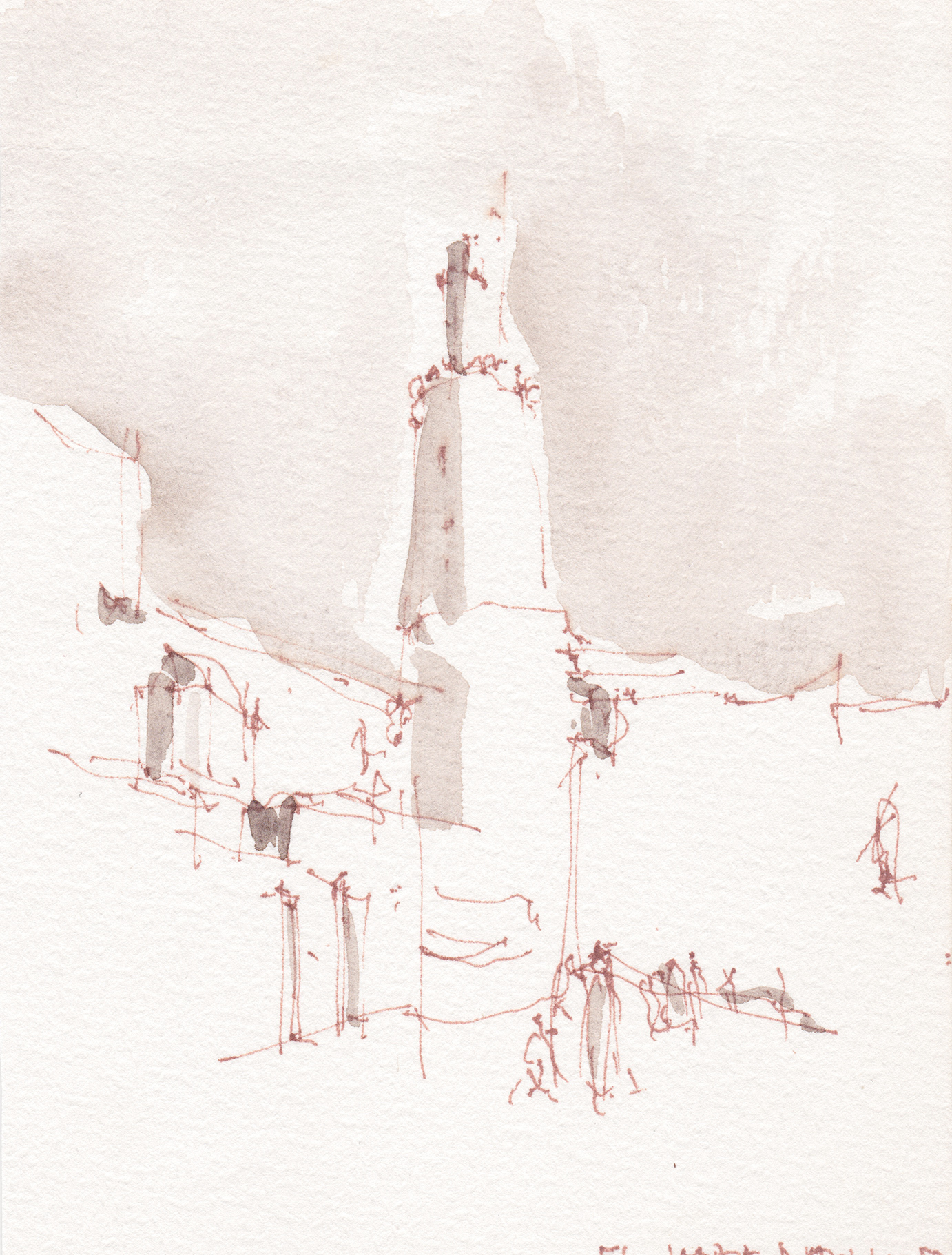
El Japipa Marokko 1987
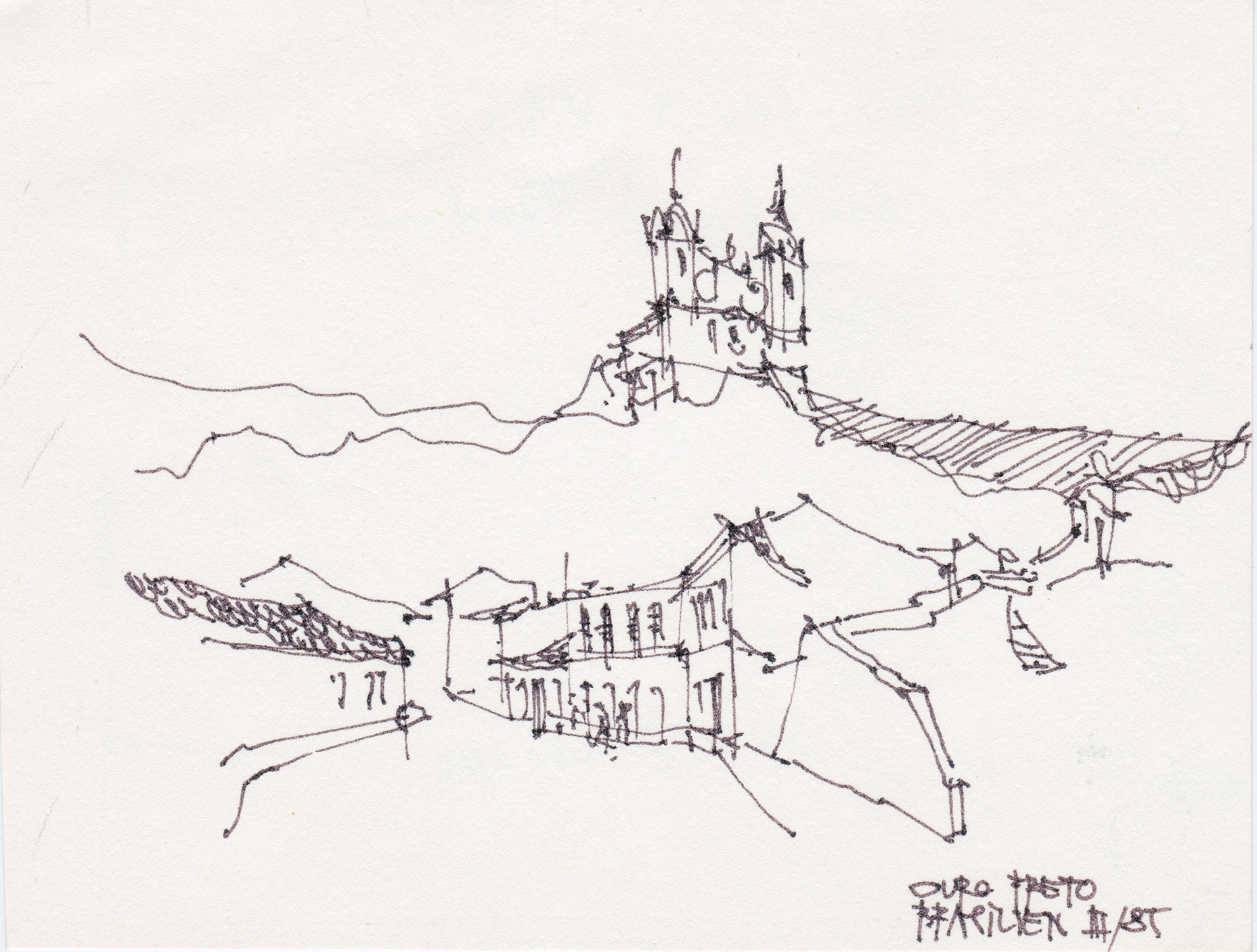
Ouro Preto Brasilien 03-1985
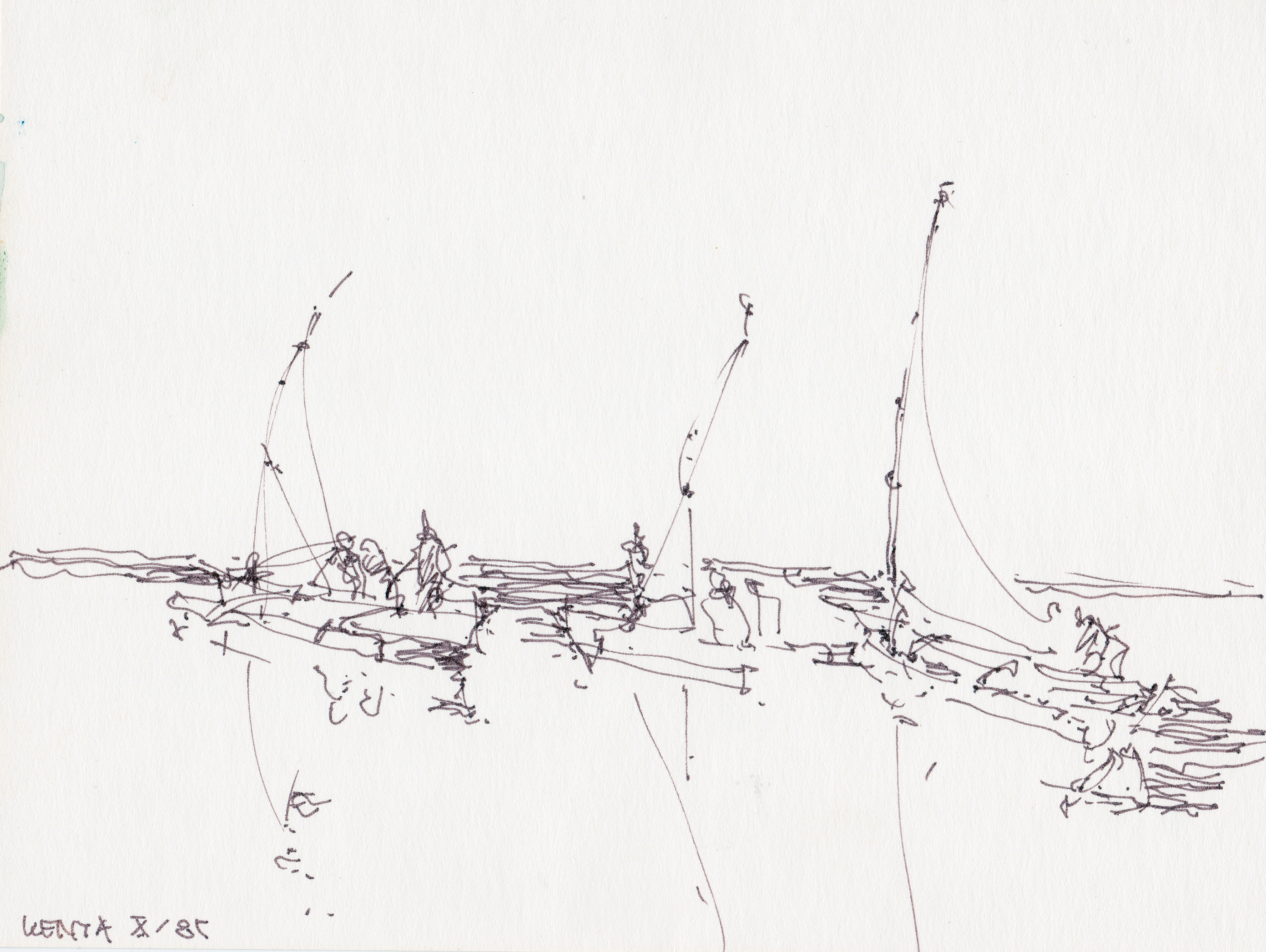
Kenia 08-1985
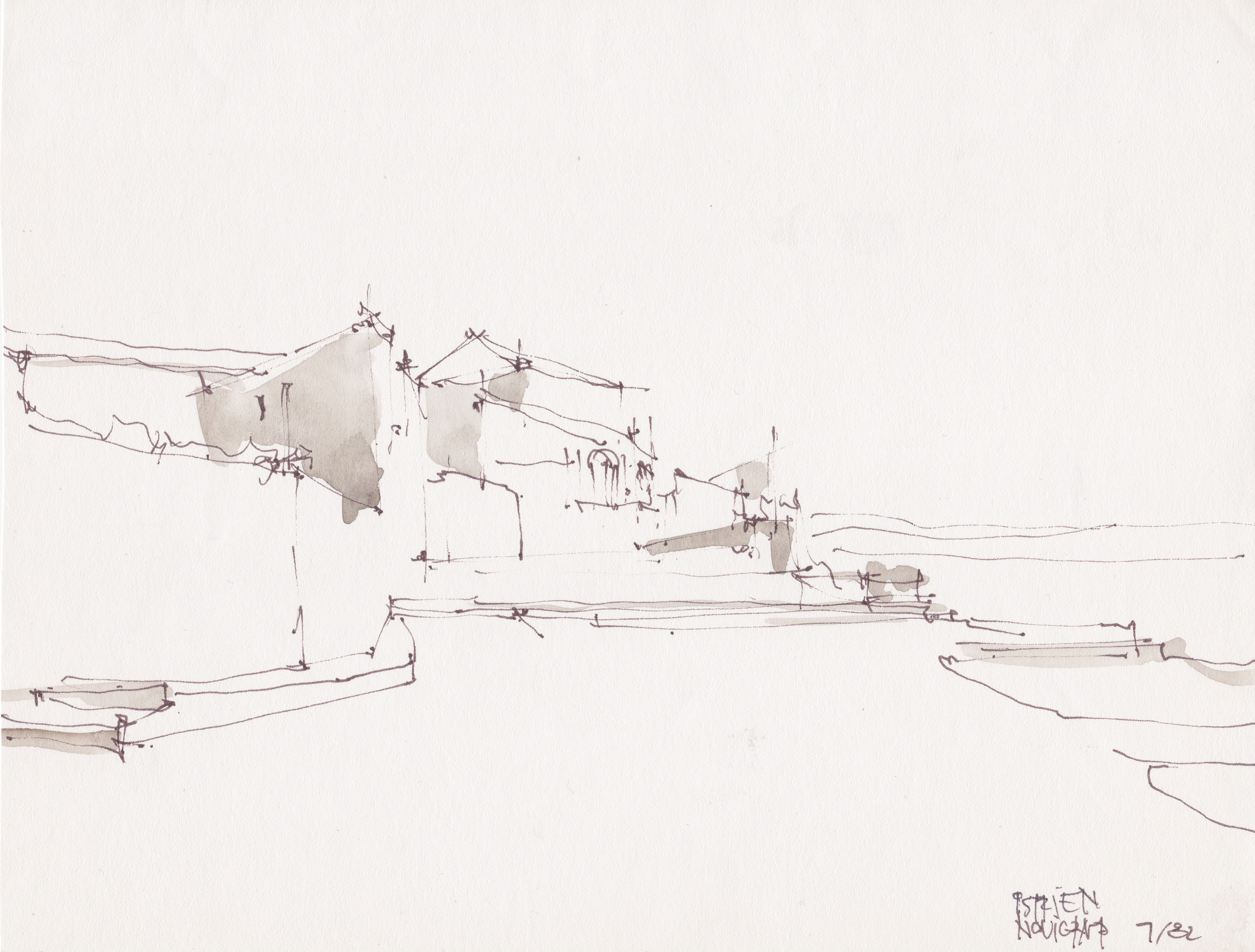
Istrien 01-1982
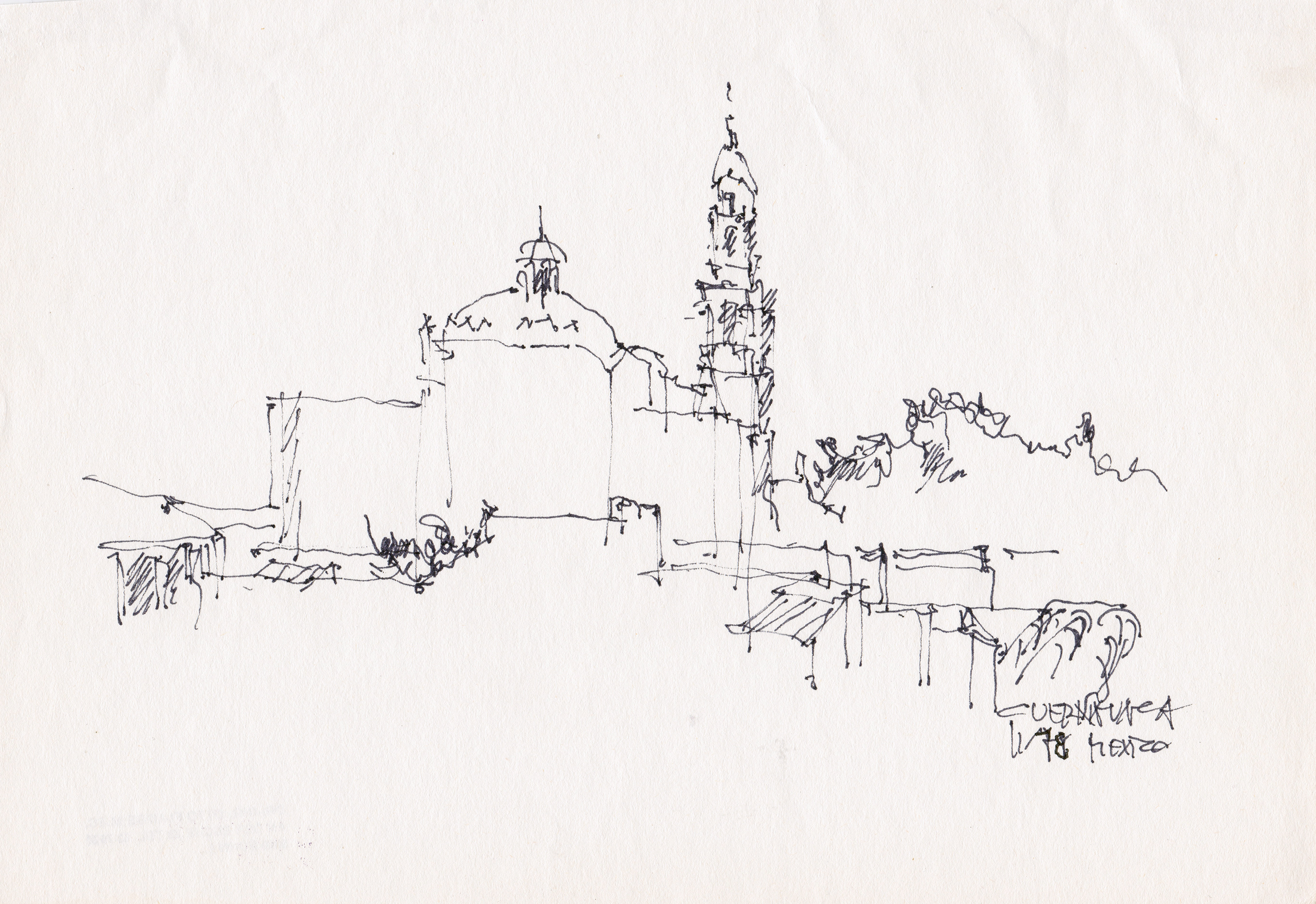
Cuernavaca Mexico 02-1978
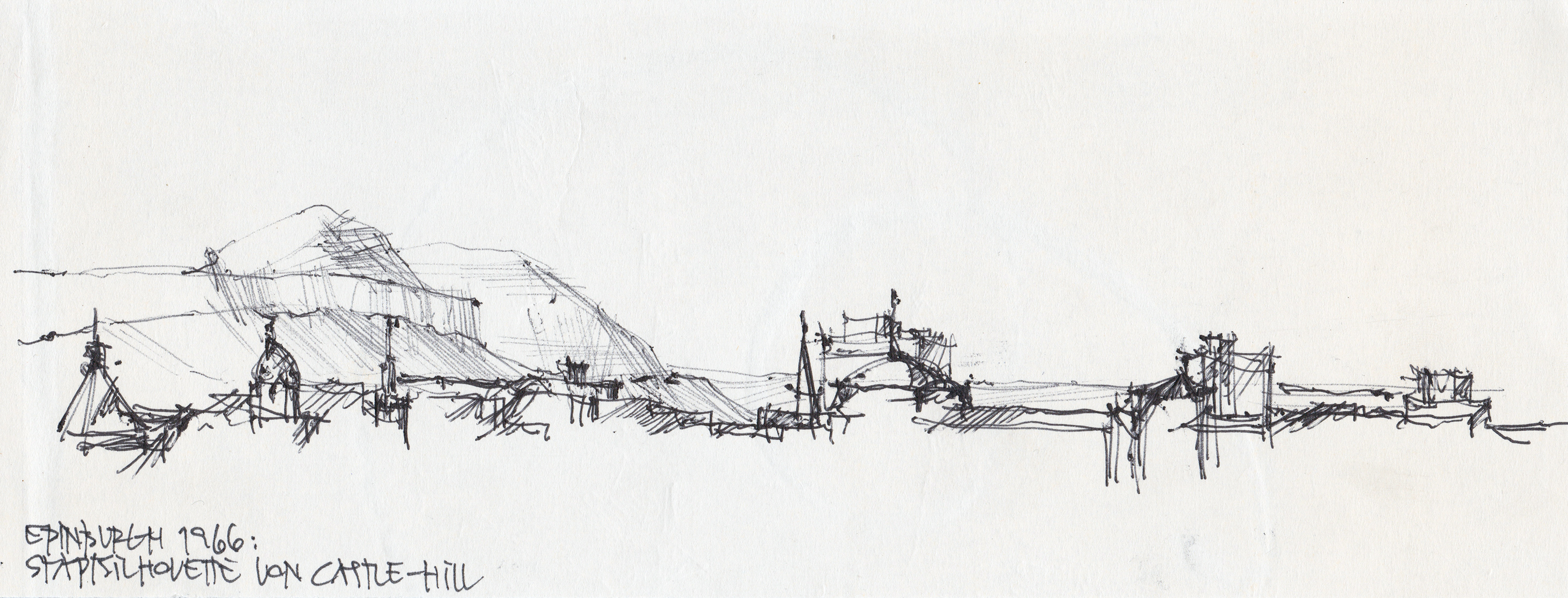
Edinburgh Stadtsilhouette von Castle Hill 1966

Über Jahrzehnte hat Otto Flagge seit seinem Studium auf allen Reisen gezeichnet – immer direkt mit dem Tuschestift, so dass kein Strich korrigierbar war und die Aquarellfarben bei der nächsten Gelegenheit im Sitzen aufgetragen – danach keine Ergänzungen oder Änderungen. Zeichnen bedeutete für Flagge Zeit seines Lebens die konkrete Auseinandersetzung mit Architektur im städtischen und landschaftlichen Raum. Skizzieren bedarf eines scharfen Blickes, der gleichzeitig Analyse und Interpretation ist.
Mitte 1999 gründete Otto Flagge ein privates Büro für kommunale Planungsberatung, das er bis 2012 betrieb.
Flagge ist Mitglied der SPD, außerordentliches Mitglied im Bund Deutscher Architektinnen und Architekten und seit 1989 Mitglied der Deutschen Akademie für Städtebau und Landesplanung (DASL).

## Schriften (Auswahl)
- Fast 1000 Wohnungen. Ein Investorenwettbewerb. In: Deutsches Architektenblatt, Jahrgang 1973, Heft 11.
- Bundesbauten Bonn. Notizen zum Ergebnis eines Wettbewerbes. In: Der Architekt, Jahrgang 1973, Heft 5.
- Edinburghs alte New Town. In: Baumeister, Jahrgang 1976, Heft 5.
- Stop dem Straßenbau in London? In: Bauwelt, Jahrgang 1975, Nr. 16.
- Neue Bodenreform in Großbritannien. In: Stadtbauwelt, Jahrgang 1977, Nr. 54.
- London Docklands. Chancen und Probleme auf Europas größter Baustelle. In: Bauwelt, Jahrgang 1978, Heft 10.
- Bundeshauptstadt Bonn. Bundesbauten und -planungen. In: Ingeborg Flagge (Hrsg.): Architektur in Bonn nach 1945. Verlag Röhrscheid, Bonn 1984, ISBN 3-7928-0479-4, S. 26–42.
- Was heißt Stadtqualität in der Zukunft? In: Der Architekt, Jahrgang 1986, Heft 7/8.